# Mistrzostwa Świata w Hokeju na Lodzie 2013 (elita)
Mistrzostwa Świata w Hokeju na Lodzie Elity 2013 odbywały się w dniach 3–19 maja w Szwecji i Finlandii. Miastami goszczącymi były Sztokholm oraz Helsinki (w ramach dwuletniej umowy w 2012 roku miejscem półfinałów i meczów o medale były Helsinki, zaś w 2013 roku odwrotnie – Sztokholm). Był to 77. turniej o złoty medal mistrzostw świata.
W turnieju uczestniczyło 16 najlepszych drużyn na świecie. System rozgrywania meczów był inny niż w niższych dywizjach.

## Wybór gospodarza
| Państwo  | Głosy |
| -------- | ----- |
| Szwecja  | 70    |
| Białoruś | 15    |
| Węgry    | 8     |
| Czechy   | 3     |

O organizację mistrzostw świata elity w 2013 roku ubiegało się pięć państw. Na kongresie w Vancouver w dniu 21 września 2007 roku na gospodarza mistrzostw wybrano Szwecję. Ta kandydatura uzyskała 70 głosów, o 55 więcej od drugiej Białorusi. Swoją kandydaturę wycofała Łotwa i poparła Szwecję. Inne kraje, które ubiegały się o organizację turnieju, to: Węgry oraz Czechy.
Na kongresie w Bernie w 2009 roku ogłoszono, że Finlandia (gospodarz mistrzostw w 2012 roku) zorganizuje turniej wspólnie ze Szwecją zarówno w 2012, jak i 2013 roku.

## Organizacja
Lodowiska
| Sztokholm         | Sztokholm | Helsinki | Helsinki          |
| Ericsson Globe    | Sztokholm | Helsinki | Hartwall Areena   |
| Pojemność: 12 500 | Sztokholm | Helsinki | Pojemność: 13 506 |
|                   | Sztokholm | Helsinki |                   |

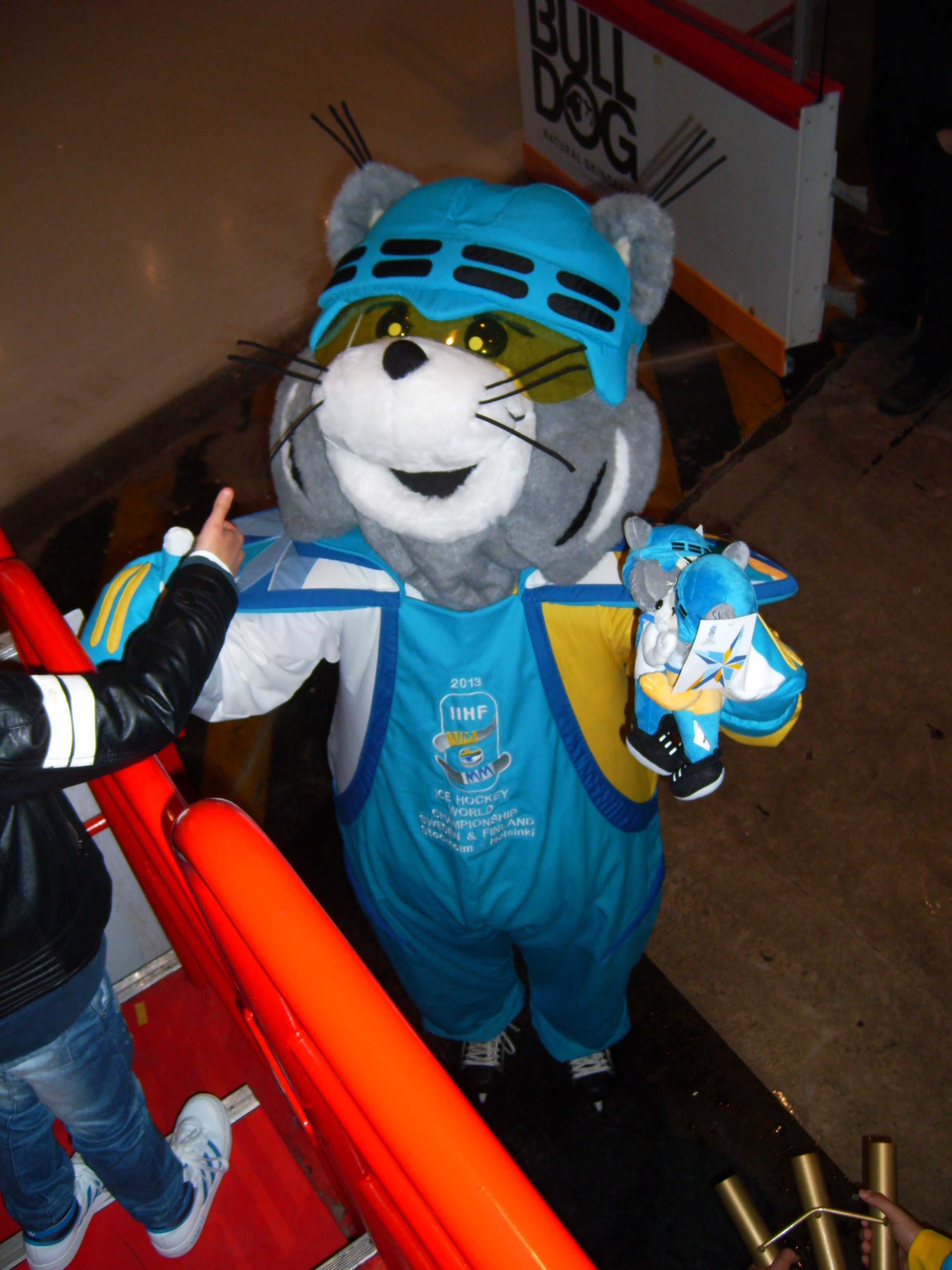
„Icy” – maskotka mistrzostw 2013

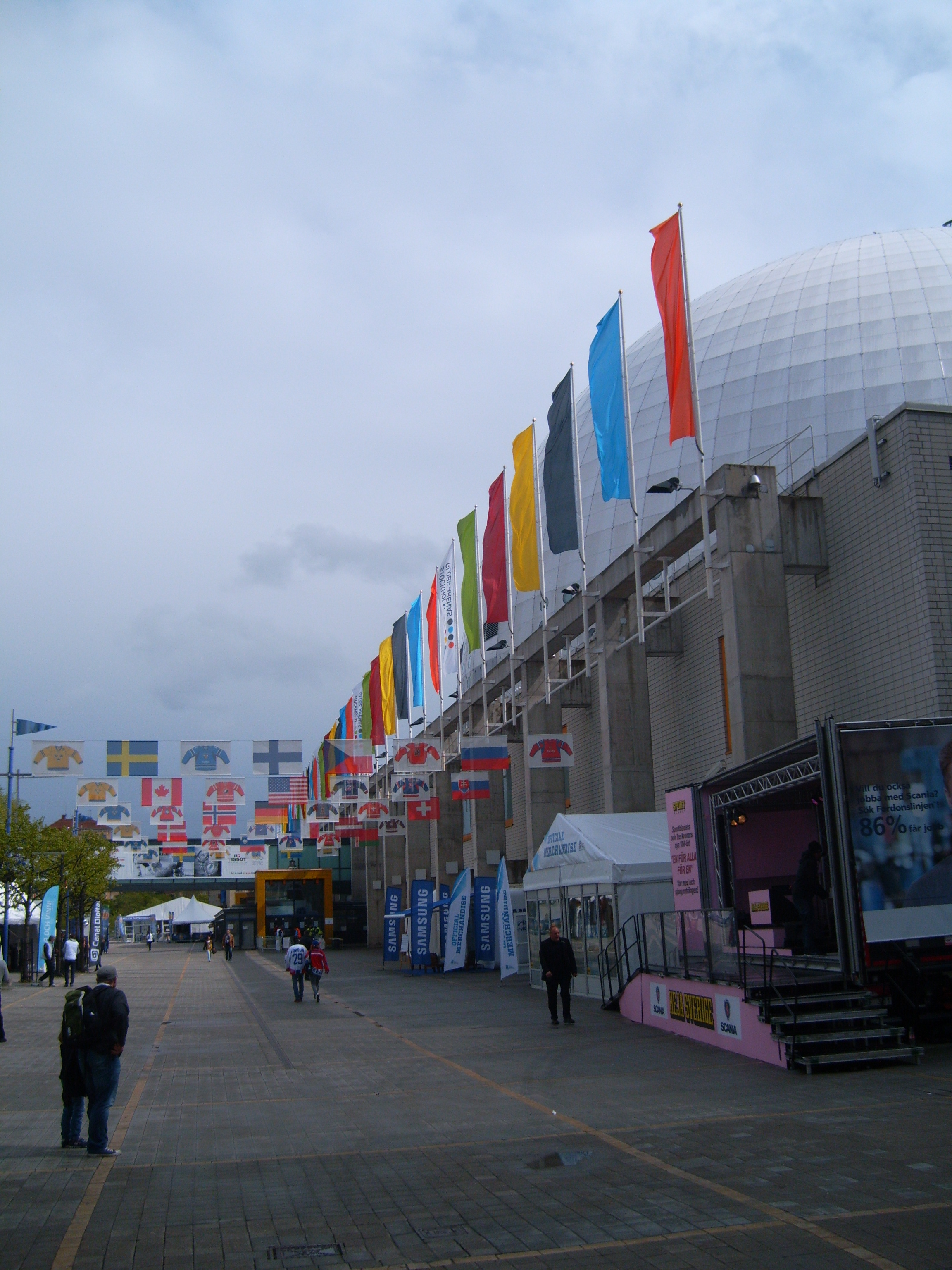
Otoczenie hali Globen w trakcie turnieju

Od 2012 (zmiana po raz pierwszy od 2000 roku) zmieniono format mistrzostw świata seniorów. Dotychczasowe dwie fazy grupowe zastąpiono jedną, w której 16 zespołów zostało podzielone na dwie grupy (jedna w Helsinkach, druga w Sztokholmie). Najsłabsza drużyna w każdej z grup spada bezpośrednio do I dywizji, zaś cztery najlepsze uzyskują awans do ćwierćfinałów. Główna część fazy pucharowej odbędzie się w Sztokholmie (dwa ćwierćfinały, półfinały i mecze o medale), jedynie dwa mecze ćwierćfinałowe odbędą się w Helsinkach.

## Uczestnicy

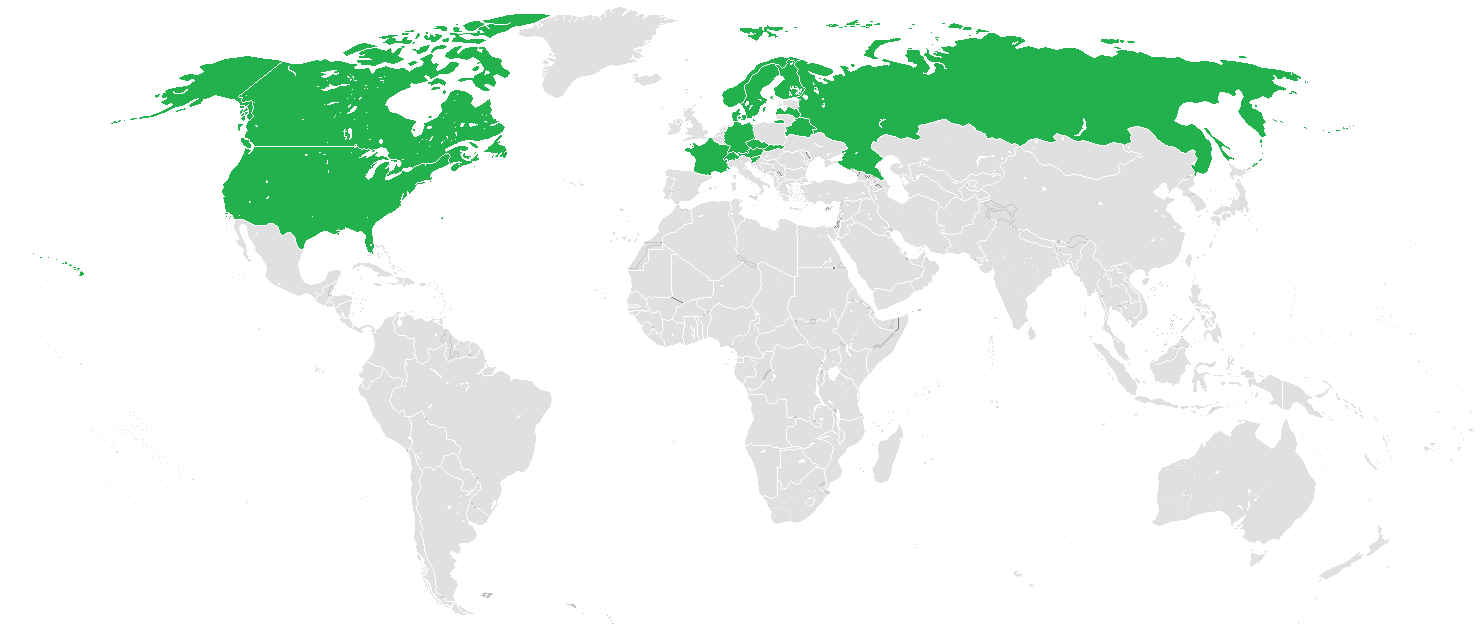
Państwa uczestniczące w mistrzostwach elity na mapie świata

W turnieju elity uczestniczyło 16 zespołów – 14 z państw europejskich, 2 z Ameryki Północnej.
| Europa - Austria^ - Białoruś* - Czechy* - Dania* - Finlandia† - Francja* - Łotwa* - Niemcy* |  | - Norwegia* - Rosja* - Słowacja* - Słowenia^ - Szwecja† - Szwajcaria* Ameryka Północna - Kanada* - Stany Zjednoczone* |

* = Drużyny, które zajęły miejsce w czołowej 14 zespołów mistrzostw świata 2012
^ = Kwalifikacja po awansie z turnieju pierwszej dywizji w 2012 roku
† = Gospodarz turnieju (automatyczna kwalifikacja)
Zgodnie z turniejowym regulaminem IIHF w składach drużyn może być maksymalnie 25 zawodników (22 graczy z pola i 3 bramkarzy). Minimalna zaś liczba zgłoszonych hokeistów to 15 zawodników z pola i 2 bramkarzy. W razie niepełnej liczby graczy zgłoszonych przed rozpoczęciem turnieju kolejni reprezentanci mogą być rejestrowani sukcesywnie aż do wypełnienia maksymalnego limitu. Do pojedycznego meczu jest awizowanych 20 graczy z pola i 2 bramkarzy, jednak w jego trakcie wszyscy zawodnicy zgłoszeni na mistrzostwa muszą przebywać na tereniu obiektu, gdzie odbywa się spotkanie.

## Sędziowie
IIHF wybrała do prowadzenia spotkań podczas mistrzostw 16 sędziów głównych oraz 16 liniowych. Oto lista arbitrów:
| Główni - Matt Kirk - Derek Zalaski - Martin Fraňo - Antonín Jeřábek - Aleksi Rantala - Jyri Rönn - Lars Brüggemann - Daniel Piechaczek |  | Główni - Wiaczesław Bułanow - Konstantin Olenin - Vladimír Baluška - Morgan Johansson - Marcus Vinnerborg - Brent Reiber - Ian Croft - Keith Kaval |  | Liniowi - Iwan Dziadziula - Chris Carlson - Jesse Wilmot - Petr Blumel - Sakari Suominen - Pierre Dehaen - Sirko Hunnius - André Schrader |  | Liniowi - Jon Killian - Siergiej Szelanin - Miroslav Valach - Jimmy Dahmen - Johannes Käck - Roger Arm - Jonathan Morisson - Christopher Woodworth |

## Faza grupowa

### Grupa S
Tabela
| Lp. | Zespół     | M | W | WpD | PpD | P | G + | G – | +/− | Pkt |
| --- | ---------- | - | - | --- | --- | - | --- | --- | --- | --- |
| 1   | Szwajcaria | 7 | 6 | 1   | 0   | 0 | 29  | 10  | +19 | 20  |
| 2   | Kanada     | 7 | 5 | 1   | 1   | 0 | 25  | 10  | +15 | 18  |
| 3   | Szwecja    | 7 | 5 | 0   | 0   | 2 | 17  | 11  | +6  | 15  |
| 4   | Czechy     | 7 | 3 | 1   | 0   | 3 | 19  | 12  | +7  | 11  |
| 5   | Norwegia   | 7 | 3 | 0   | 0   | 4 | 12  | 26  | -14 | 9   |
| 6   | Dania      | 7 | 1 | 1   | 1   | 4 | 13  | 20  | -7  | 6   |
| 7   | Białoruś   | 7 | 1 | 0   | 0   | 6 | 10  | 21  | -11 | 3   |
| 8   | Słowenia   | 7 | 0 | 0   | 2   | 5 | 12  | 27  | -15 | 2   |

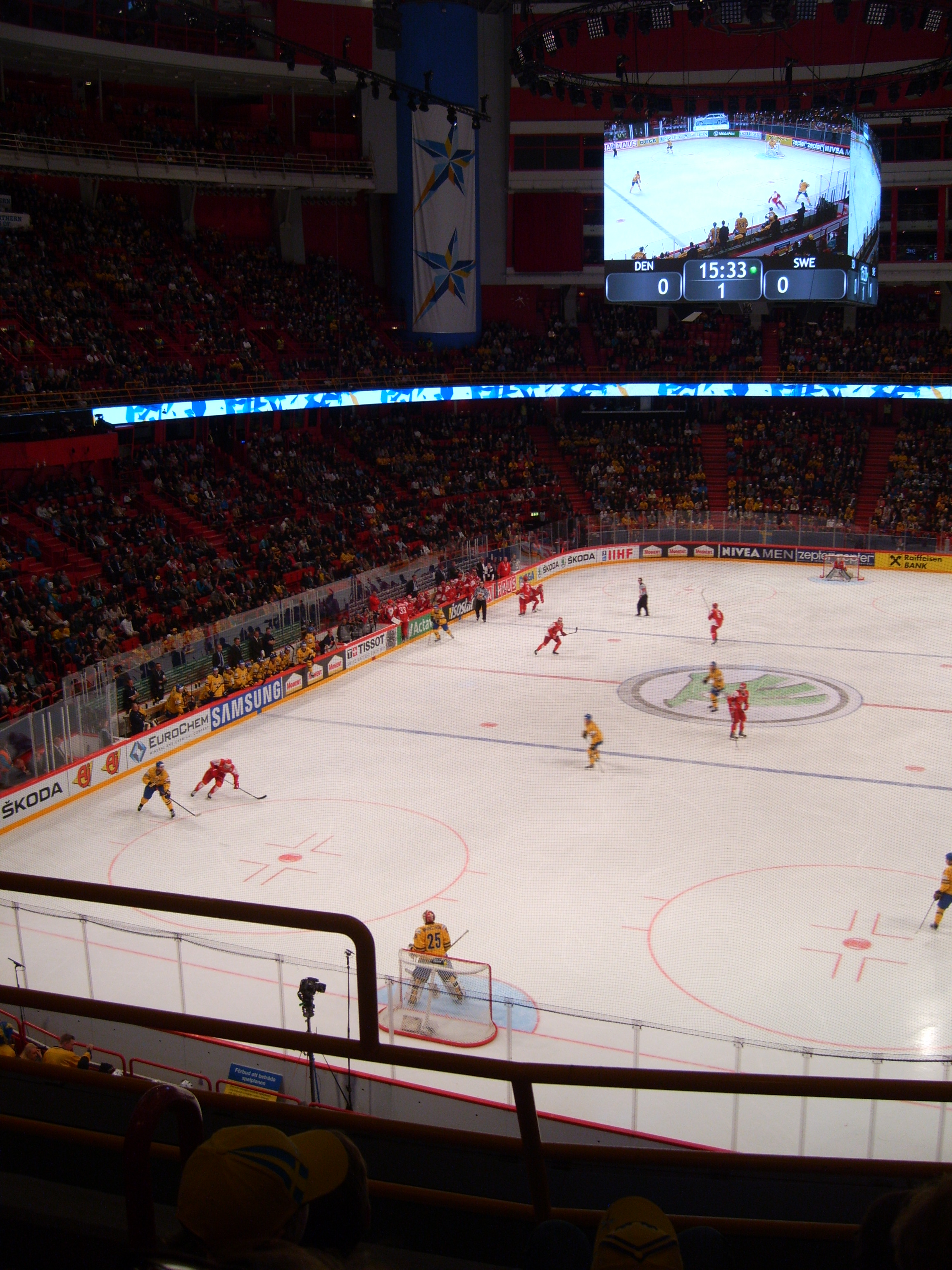
Mecz Szwecja – Dania (14 maja 2013)

Lp. = lokata, M = liczba rozegranych spotkań, Pkt = Liczba zdobytych punktów, W = Wygrane, WpD = Wygrane po dogrywce lub karnych, PpD = Porażki po dogrywce lub karnych, P = Porażki, G+ = Gole strzelone, G- = Gole stracone, +/− = bilans bramek
     Drużyna awansowała do fazy pucharowej.
     Drużyna utrzymała się w elicie.
     Drużyna spadła do pierwszej dywizji.
| 3 maja 2013 | Czechy | 2:0 | Białoruś | Ericsson Globe, Sztokholm |

| Szczegóły      | Szczegóły                                  | Szczegóły       | Szczegóły | Szczegóły                                                                    |
| -------------- | ------------------------------------------ | --------------- | --------- | ---------------------------------------------------------------------------- |
| Godzina: 16:15 | J. Voráček (PP) 11:03 R. Vrbata (PP) 49:57 | (1:0; 0:0; 1:0) |           | Widzów: 5127 Sędzia główny: Keith Kaval Sędziowie liniowi: Daniel Piechaczek |
| Godzina: 16:15 | 6 min.                                     |                 | 14 min.   | Widzów: 5127 Sędzia główny: Keith Kaval Sędziowie liniowi: Daniel Piechaczek |

| 3 maja 2013 | Szwecja | 2:3 | Szwajcaria | Ericsson Globe, Sztokholm |

| Szczegóły      | Szczegóły                                         | Szczegóły       | Szczegóły                                                                 | Szczegóły                                                                    |
| -------------- | ------------------------------------------------- | --------------- | ------------------------------------------------------------------------- | ---------------------------------------------------------------------------- |
| Godzina: 20:15 | J. Fransson (PP2) 38:10 S. Hjalmarsson (EQ) 59:38 | (0:0, 1:2, 1:1) | 22:52 (EQ) M. Bieber 28:17 (EQ) N. Niederreiter 59:27 (EQ, EN) R. Gardner | Widzów: 12500 Sędzia główny: Ian Croft Sędziowie liniowi: Jyrri Petteri Ronn |
| Godzina: 20:15 | 6 min.                                            |                 | 10 min.                                                                   | Widzów: 12500 Sędzia główny: Ian Croft Sędziowie liniowi: Jyrri Petteri Ronn |

| 4 maja 2013 | Norwegia | 3:1 | Słowenia | Ericsson Globe, Sztokholm |

| Szczegóły      | Szczegóły                                                                  | Szczegóły       | Szczegóły            | Szczegóły                                                                   |
| -------------- | -------------------------------------------------------------------------- | --------------- | -------------------- | --------------------------------------------------------------------------- |
| Godzina: 12:15 | A. Bastainsen (EQ) 01:02 A. Bastiansen (EQ) 14:03 M. Hansen (EQ, EN) 59:55 | (2:1, 0:0, 1:0) | 19:43 (EQ) Ž. Jeglič | Widzów: 3832 Sędzia główny: Vladimír Baluška Sędziowie liniowi: Keith Kaval |
| Godzina: 12:15 | 8 min.                                                                     |                 | 10 min.              | Widzów: 3832 Sędzia główny: Vladimír Baluška Sędziowie liniowi: Keith Kaval |

| 4 maja 2013 | Kanada | 3:1 | Dania | Ericsson Globe, Sztokholm |

| Szczegóły      | Szczegóły                                                         | Szczegóły       | Szczegóły           | Szczegóły                                                                         |
| -------------- | ----------------------------------------------------------------- | --------------- | ------------------- | --------------------------------------------------------------------------------- |
| Godzina: 16:15 | M. Duchene (EQ) 30:15 S. Stamkos (PP) 31:38 M. Duchene (EQ) 47:03 | (0:1, 2:0, 1:0) | 04:50 (PP) M. Green | Widzów: 5577 Sędzia główny: Lars Brueggemann Sędziowie liniowi: Daniel Piechaczek |
| Godzina: 16:15 | 6 min.                                                            |                 | 12 min.             | Widzów: 5577 Sędzia główny: Lars Brueggemann Sędziowie liniowi: Daniel Piechaczek |

| 4 maja 2013 | Czechy | 1:2 | Szwecja | Ericsson Globe, Sztokholm |

| Szczegóły      | Szczegóły            | Szczegóły       | Szczegóły                                      | Szczegóły                                                                            |
| -------------- | -------------------- | --------------- | ---------------------------------------------- | ------------------------------------------------------------------------------------ |
| Godzina: 20:15 | J. Hudler (PP) 32:40 | (0:1, 1:1, 0:0) | 10:14 (EQ) J. Ericsson 23:38 (EQ) H. Tallinder | Widzów: 12500 Sędzia główny: Wiaczesław Bułanow Sędziowie liniowi: Konstantin Olenin |
| Godzina: 20:15 | 8 min.               |                 | 20 min.                                        | Widzów: 12500 Sędzia główny: Wiaczesław Bułanow Sędziowie liniowi: Konstantin Olenin |

| 5 maja 2013 | Białoruś | 4:3 | Słowenia | Ericsson Globe, Sztokholm |

| Szczegóły      | Szczegóły                                                                                   | Szczegóły       | Szczegóły                                                         | Szczegóły                                                                          |
| -------------- | ------------------------------------------------------------------------------------------- | --------------- | ----------------------------------------------------------------- | ---------------------------------------------------------------------------------- |
| Godzina: 12:15 | I. Kaznadziej (EQ) 17:19 A. Kitarau (EQ) 29:44 A. Filiczkin (PP) 43:57 A. Ugarow (EQ) 55:19 | (1:1, 1:0, 2:2) | 13:28 (EQ) T. Razingar 41:06 (EQ) M. Rodman 54:52 (PP) R. Sabolič | Widzów: 1411 Sędzia główny: Lars Brueggemann Sędziowie liniowi: Wiaczesław Bułanow |
| Godzina: 12:15 | 4 min.                                                                                      |                 | 6 min.                                                            | Widzów: 1411 Sędzia główny: Lars Brueggemann Sędziowie liniowi: Wiaczesław Bułanow |

| 5 maja 2013 | Szwajcaria | 3:2 pk. | Kanada | Ericsson Globe, Sztokholm |

| Szczegóły      | Szczegóły                                                               | Szczegóły                 | Szczegóły                             | Szczegóły                                                                         |
| -------------- | ----------------------------------------------------------------------- | ------------------------- | ------------------------------------- | --------------------------------------------------------------------------------- |
| Godzina: 16:15 | D. Hollenstein (EQ) 13:11 N. Niederreiter (EQ) 53:14 R. Suri (PS) 65:00 | (1:0, 0:1, 1:1, 0:0, 1:0) | 34:33 (EQ) A. Ladd 47:35 (EQ) M. Read | Widzów: 6107 Sędzia główny: Vladimír Baluška Sędziowie liniowi: Konstantin Olenin |
| Godzina: 16:15 | 6 min.                                                                  |                           | 8 min.                                | Widzów: 6107 Sędzia główny: Vladimír Baluška Sędziowie liniowi: Konstantin Olenin |

| 5 maja 2013 | Norwegia | 3:2 | Dania | Ericsson Globe, Sztokholm |

| Szczegóły      | Szczegóły                                                               | Szczegóły       | Szczegóły                                  | Szczegóły                                                             |
| -------------- | ----------------------------------------------------------------------- | --------------- | ------------------------------------------ | --------------------------------------------------------------------- |
| Godzina: 20:15 | M. Trygg (EQ) 01:03 A. Bastiansen (EQ, EA) 37:05 P. Thoresen (EQ) 57:28 | (1:0, 1:0, 1:2) | 45:09 (EQ) S. Lassen 49:58 (EQ) Ma. Bødker | Widzów: 3754 Sędzia główny: Ian Croft Sędziowie liniowi: Jyri Petteri |
| Godzina: 20:15 | 14 min.                                                                 |                 | 12 min.                                    | Widzów: 3754 Sędzia główny: Ian Croft Sędziowie liniowi: Jyri Petteri |

| 6 maja 2013 | Szwajcaria | 5:2 | Czechy | Ericsson Globe, Sztokholm |

| Szczegóły      | Szczegóły | Szczegóły       | Szczegóły                                 | Szczegóły                                                                  |
| -------------- | --- | --------------- | ----------------------------------------- | -------------------------------------------------------------------------- |
| Godzina: 16:15 | A. Ambühl (PP) 17:56 N. Niederreiter (EQ) 26:36 S. Moser (EQ) 45:47 S. Bodenman (EQ) 53:22 R. Suri (EQ, EN) 59:21 | (1:0, 1:2, 3:0) | 33:02 (PP) J. Hudler 39:12 (EQ) J. Hudler | Widzów: 3537 Sędzia główny: Ian Croft Sędziowie liniowi: Jyri Petteri Ronn |
| Godzina: 16:15 | 6 min. |                 | 4 min.                                    | Widzów: 3537 Sędzia główny: Ian Croft Sędziowie liniowi: Jyri Petteri Ronn |

| 6 maja 2013 | Szwecja | 2:1 | Białoruś | Ericsson Globe, Sztokholm |

| Szczegóły      | Szczegóły                                       | Szczegóły       | Szczegóły            | Szczegóły                                                                     |
| -------------- | ----------------------------------------------- | --------------- | -------------------- | ----------------------------------------------------------------------------- |
| Godzina: 20:15 | O. Lindberg (EQ) 25:40 F. Pettersson (EQ) 51:36 | (0:1, 1:0, 1:0) | 17:34 (EQ) K. Kalcou | Widzów: 10473 Sędzia główny: Keith Kaval Sędziowie liniowi: Daniel Piechaczek |
| Godzina: 20:15 | 12 min.                                         |                 | 14 min.              | Widzów: 10473 Sędzia główny: Keith Kaval Sędziowie liniowi: Daniel Piechaczek |

| 7 maja 2013 | Słowenia | 2:3 pd. | Dania | Ericsson Globe, Sztokholm |

| Szczegóły      | Szczegóły                               | Szczegóły            | Szczegóły                                                    | Szczegóły                                                                         |
| -------------- | --------------------------------------- | -------------------- | ------------------------------------------------------------ | --------------------------------------------------------------------------------- |
| Godzina: 16:15 | R. Tičar (EQ) 06:11 R. Tičar (PP) 34:41 | (1:0, 1:1, 0:1, 0:1) | 23:34 (EQ) K. Staal 45:58 (PP) M. Madsen 61:53 (EQ) M. Green | Widzów: 1051 Sędzia główny: Vladimír Baluška Sędziowie liniowi: Konstantin Olenin |
| Godzina: 16:15 | 4 min.                                  |                      | 4 min.                                                       | Widzów: 1051 Sędzia główny: Vladimír Baluška Sędziowie liniowi: Konstantin Olenin |

| 7 maja 2013 | Kanada | 7:1 | Norwegia | Ericsson Globe, Sztokholm |

| Szczegóły      | Szczegóły | Szczegóły       | Szczegóły             | Szczegóły                                                                          |
| -------------- | --- | --------------- | --------------------- | ---------------------------------------------------------------------------------- |
| Godzina: 20:15 | A. Ladd (EQ) 04:45 J Skinner (EQ) 13:07 M. Duchene (EQ) 16:57 C. Giroux (PP) 18:04 T. Hall (EQ) 22:28 S. Stamkos (EQ) 44:32 T. Hall (EQ) 52:35 | (4:0, 1:1, 2:0) | 30:24 (EQ) K.A. Olimb | Widzów: 3678 Sędzia główny: Lars Brueggemann Sędziowie liniowi: Wiaczesław Bułanow |
| Godzina: 20:15 | 6 min. |                 | 12 min.               | Widzów: 3678 Sędzia główny: Lars Brueggemann Sędziowie liniowi: Wiaczesław Bułanow |

| 8 maja 2013 | Słowenia | 1:7 | Szwajcaria | Ericsson Globe, Sztokholm |

| Szczegóły      | Szczegóły           | Szczegóły       | Szczegóły | Szczegóły                                                                  |
| -------------- | ------------------- | --------------- | --- | -------------------------------------------------------------------------- |
| Godzina: 16:15 | R. Pajič (EQ) 06:13 | (1:3, 0:3, 0:1) | 14:59 (EQ) S. Bodenmann 17:39 (PP) L. Cunti 19:23 (PP) D. Hollenstein 31:20 (EQ) J. Walker 35:02 (PP) S. Moser 39:53 (EQ) A. Ambühl 44:05 (EQ) R. Suri | Widzów: 2132 Sędzia główny: Antonín Jeřábek Sędziowie liniowi: Keith Kaval |
| Godzina: 16:15 | 8 min.              |                 | 4 min. | Widzów: 2132 Sędzia główny: Antonín Jeřábek Sędziowie liniowi: Keith Kaval |

| 8 maja 2013 | Norwegia | 1:5 | Szwecja | Ericsson Globe, Sztokholm |

| Szczegóły      | Szczegóły            | Szczegóły       | Szczegóły | Szczegóły                                                                  |
| -------------- | -------------------- | --------------- | --- | -------------------------------------------------------------------------- |
| Godzina: 20:15 | M. Holtet (EQ) 31:53 | (0:2, 1:0, 0:3) | 09:26 (EQ) G. Landeskog 14:00 (EQ) L. Eriksson 44:11 (EQ) A. Jämtin 44:59 (EQ) E. Falth 56:33 (EQ, ENG) G. Landeskog | Widzów: 12293 Sędzia główny: Vladimír Baluška Sędziowie liniowi: Matt Kirk |
| Godzina: 20:15 | 16 min.              |                 | 16 min. | Widzów: 12293 Sędzia główny: Vladimír Baluška Sędziowie liniowi: Matt Kirk |

| 9 maja 2013 | Czechy | 2:1 pk. | Dania | Ericsson Globe, Sztokholm |

| Szczegóły      | Szczegóły                                 | Szczegóły                 | Szczegóły             | Szczegóły                                                                         |
| -------------- | ----------------------------------------- | ------------------------- | --------------------- | --------------------------------------------------------------------------------- |
| Godzina: 16:15 | Z. Michálek (EQ) 45:53 Z. Irgl (PS) 65:00 | (0:0, 0:0, 1:1, 0:0, 1:0) | 55:55 (EQ) M. Poulsen | Widzów: 3359 Sędzia główny: Morgan Johansson Sędziowie liniowi: Daniel Piechaczek |
| Godzina: 16:15 | 6 min.                                    |                           | 14 min.               | Widzów: 3359 Sędzia główny: Morgan Johansson Sędziowie liniowi: Daniel Piechaczek |

| 9 maja 2013 | Szwecja | 0:3 | Kanada | Ericsson Globe, Sztokholm |

| Szczegóły      | Szczegóły | Szczegóły       | Szczegóły                                                      | Szczegóły                                                                      |
| -------------- | --------- | --------------- | -------------------------------------------------------------- | ------------------------------------------------------------------------------ |
| Godzina: 20:15 |           | (0:1, 0:2, 0:0) | 08:56 (PP) S. Stamkos 20:55 (EQ) L. Schenn 33:00 (EQ) J. Staal | Widzów: 12500 Sędzia główny: Konstantin Olenin Sędziowie liniowi: Jyri Petteri |
| Godzina: 20:15 | 6 min.    |                 | 6 min.                                                         | Widzów: 12500 Sędzia główny: Konstantin Olenin Sędziowie liniowi: Jyri Petteri |

| 10 maja 2013 | Słowenia | 2:4 | Czechy | Ericsson Globe, Sztokholm |

| Szczegóły      | Szczegóły                                 | Szczegóły       | Szczegóły                                                                              | Szczegóły                                                                  |
| -------------- | ----------------------------------------- | --------------- | -------------------------------------------------------------------------------------- | -------------------------------------------------------------------------- |
| Godzina: 16:15 | R. Sabolič (PP) 06:21 R. Tičar (EQ) 11:47 | (2:2, 0:0, 0:2) | 05:39 (SH) P. Koukal 19:17 (PP) J. Hudler 45:58 (PP) Z. Michálek 55:55 (PP) J. Novotný | Widzów: 1949 Sędzia główny: Matt Kirk Sędziowie liniowi: Konstantin Olenin |
| Godzina: 16:15 | 10 min.                                   |                 | 10 min.                                                                                | Widzów: 1949 Sędzia główny: Matt Kirk Sędziowie liniowi: Konstantin Olenin |

| 10 maja 2013 | Białoruś | 1:4 | Kanada | Ericsson Globe, Sztokholm |

| Szczegóły      | Szczegóły                | Szczegóły       | Szczegóły                                                                            | Szczegóły                                                                  |
| -------------- | ------------------------ | --------------- | ------------------------------------------------------------------------------------ | -------------------------------------------------------------------------- |
| Godzina: 20:15 | A. Jefimienko (EQ) 55:58 | (0:2, 0:1, 1:1) | 11:17 (EQ) R. O’Reilly 19:59 (PP) A. Ladd 25:27 (PP) S. Stamkos 42:35 (PP) C. Giroux | Widzów: 4927 Sędzia główny: Antonín Jeřábek Sędziowie liniowi: Keith Kaval |
| Godzina: 20:15 | 14 min.                  |                 | 8 min.                                                                               | Widzów: 4927 Sędzia główny: Antonín Jeřábek Sędziowie liniowi: Keith Kaval |

| 11 maja 2013 | Szwajcaria | 4:1 | Dania | Ericsson Globe, Sztokholm |

| Szczegóły      | Szczegóły                                                                               | Szczegóły       | Szczegóły            | Szczegóły                                                            |
| -------------- | --------------------------------------------------------------------------------------- | --------------- | -------------------- | -------------------------------------------------------------------- |
| Godzina: 12:15 | L. Cunti (PP) 01:55 R. Gardner (PP) 31:02 R. Suri (EQ) 43:47 N. Niederreiter (PP) 54:34 | (1:0, 1:1, 2:0) | 33:54 (EQ) N. Jensen | Widzów: 3543 Sędzia główny: Keith Kaval Sędziowie liniowi: Matt Kirk |
| Godzina: 12:15 | 6 min.                                                                                  |                 | 8 min.               | Widzów: 3543 Sędzia główny: Keith Kaval Sędziowie liniowi: Matt Kirk |

| 11 maja 2013 | Szwecja | 2:0 | Słowenia | Ericsson Globe, Sztokholm |

| Szczegóły      | Szczegóły                                       | Szczegóły       | Szczegóły | Szczegóły                                                                          |
| -------------- | ----------------------------------------------- | --------------- | --------- | ---------------------------------------------------------------------------------- |
| Godzina: 16:15 | G. Landeskog (EQ) 25:50 F. Petersson (PP) 42:51 | (0:0, 1:0, 1:0) |           | Widzów: 12500 Sędzia główny: Vladimír Baluška Sędziowie liniowi: Daniel Piechaczek |
| Godzina: 16:15 | 8 min.                                          |                 | 12 min.   | Widzów: 12500 Sędzia główny: Vladimír Baluška Sędziowie liniowi: Daniel Piechaczek |

| 11 maja 2013 | Norwegia | 3:1 | Białoruś | Ericsson Globe, Sztokholm |

| Szczegóły      | Szczegóły                                                                  | Szczegóły       | Szczegóły             | Szczegóły                                                                    |
| -------------- | -------------------------------------------------------------------------- | --------------- | --------------------- | ---------------------------------------------------------------------------- |
| Godzina: 20:15 | P. Å. Skrøder (EQ) 03:55 P. Å. Skrøder (EQ) 25:58 A. Bastiansen (PP) 54:18 | (1:0, 1:0, 1:1) | 58:27 (EQ) A. Kułakou | Widzów: 3115 Sędzia główny: Morgan Johansson Sędziowie liniowi: Jyri Petteri |
| Godzina: 20:15 | 25 min.                                                                    |                 | 8 min.                | Widzów: 3115 Sędzia główny: Morgan Johansson Sędziowie liniowi: Jyri Petteri |

| 12 maja 2013 | Kanada | 2:1 | Czechy | Ericsson Globe, Sztokholm |

| Szczegóły      | Szczegóły                                    | Szczegóły       | Szczegóły            | Szczegóły                                                                         |
| -------------- | -------------------------------------------- | --------------- | -------------------- | --------------------------------------------------------------------------------- |
| Godzina: 16:15 | W. Simmonds (PP) 11:01 J. Skinner (EQ) 46:55 | (1:1, 0:0, 1:0) | 17:03 (EQ) P. Koukal | Widzów: 6117 Sędzia główny: Morgan Johansson Sędziowie liniowi: Marcus Vinnerborg |
| Godzina: 16:15 | 29 min.                                      |                 | 12 min.              | Widzów: 6117 Sędzia główny: Morgan Johansson Sędziowie liniowi: Marcus Vinnerborg |

| 12 maja 2013 | Norwegia | 1:3 | Szwajcaria | Ericsson Globe, Sztokholm |

| Szczegóły      | Szczegóły                  | Szczegóły       | Szczegóły                                                       | Szczegóły                                                                 |
| -------------- | -------------------------- | --------------- | --------------------------------------------------------------- | ------------------------------------------------------------------------- |
| Godzina: 20:15 | O.-K. Tollefsen (PP) 44:14 | (0:2, 0:1, 1:0) | 06:05 (EQ) S. Moser 15:33 (SH) R. Josi 39:35 (PP) P. von Gunten | Widzów: 3226 Sędzia główny: Martin Fraňo Sędziowie liniowi: Derek Zalaski |
| Godzina: 20:15 | 22 min.                    |                 | 16 min.                                                         | Widzów: 3226 Sędzia główny: Martin Fraňo Sędziowie liniowi: Derek Zalaski |

| 13 maja 2013 | Dania | 3:2 | Białoruś | Ericsson Globe, Sztokholm |

| Szczegóły      | Szczegóły                                                     | Szczegóły       | Szczegóły                                     | Szczegóły                                                         |
| -------------- | ------------------------------------------------------------- | --------------- | --------------------------------------------- | ----------------------------------------------------------------- |
| Godzina: 16:15 | P. Larsen (EQ) 06:31 N. Jensen (EQ) 14:57 M. Green (SH) 27:03 | (2:0, 1:2, 0:0) | 32:10 (EQ) K. Kalcou 36:36 (EQ) R. Hrabarenka | Widzów: 537 Sędzia główny: Matt Kirk Sędziowie liniowi: Jyri Rönn |
| Godzina: 16:15 | 6 min.                                                        |                 | 18 min.                                       | Widzów: 537 Sędzia główny: Matt Kirk Sędziowie liniowi: Jyri Rönn |

| 13 maja 2013 | Kanada | 4:3 pd. | Słowenia | Ericsson Globe, Sztokholm |

| Szczegóły      | Szczegóły                                                                              | Szczegóły            | Szczegóły                                                      | Szczegóły                                                                  |
| -------------- | -------------------------------------------------------------------------------------- | -------------------- | -------------------------------------------------------------- | -------------------------------------------------------------------------- |
| Godzina: 20:15 | M. Duchene (EQ) 22:01 S. Stamkos (EQ) 22:51 B. Dillon (EQ) 47:09 S. Stamkos (EQ) 63:36 | (0:2, 2:1, 1:0, 1:0) | 05:53 (EQ) J. Urbas 08:36 (EQ) J. Urbas 27:17 (EQ) T. Razingar | Widzów: 2184 Sędzia główny: Antonín Jeřábek Sędziowie liniowi: Keith Kaval |
| Godzina: 20:15 | 4 min.                                                                                 |                      | 10 min.                                                        | Widzów: 2184 Sędzia główny: Antonín Jeřábek Sędziowie liniowi: Keith Kaval |

| 14 maja 2013 | Białoruś | 1:4 | Szwajcaria | Ericsson Globe, Sztokholm |

| Szczegóły      | Szczegóły               | Szczegóły       | Szczegóły                                                                              | Szczegóły                                                                     |
| -------------- | ----------------------- | --------------- | -------------------------------------------------------------------------------------- | ----------------------------------------------------------------------------- |
| Godzina: 12:15 | J. Kowyrszyn (EQ) 41:35 | (0:1, 0:0, 1:3) | 01:13 (EQ) R. Josi 50:59 (PP) M. Bieber 54:00 (EQ) J. Walker 59:02 (EQ, ENG) J. Walker | Widzów: 2206 Sędzia główny: Martin Fraňo Sędziowie liniowi: Marcus Vinnerborg |
| Godzina: 12:15 | 8 min.                  |                 | 8 min.                                                                                 | Widzów: 2206 Sędzia główny: Martin Fraňo Sędziowie liniowi: Marcus Vinnerborg |

| 14 maja 2013 | Czechy | 7:0 | Norwegia | Ericsson Globe, Sztokholm |

| Szczegóły      | Szczegóły | Szczegóły       | Szczegóły | Szczegóły                                                                        |
| -------------- | --- | --------------- | --------- | -------------------------------------------------------------------------------- |
| Godzina: 16:15 | T. Fleischmann (PP) 01:45 T. Fleischmann (EQ) 07:18 J. Tlustý (EQ) 11:27 M. Hanzal (EQ, EA) 27:56 Z. Michálek (EQ) 39:59 R. Vrbata (EQ) 53:11 Z. Irgl (EQ) 53:32 | (3:0, 2:0, 2:0) |           | Widzów: 2769 Sędzia główny: Morgan Johansson Sędziowie liniowi: Jyri Petteri Ron |
| Godzina: 16:15 | 10 min. |                 | 4 min.    | Widzów: 2769 Sędzia główny: Morgan Johansson Sędziowie liniowi: Jyri Petteri Ron |

| 14 maja 2013 | Dania | 2:4 | Szwecja | Ericsson Globe, Sztokholm |

| Szczegóły      | Szczegóły                                  | Szczegóły       | Szczegóły                                                                               | Szczegóły                                                                     |
| -------------- | ------------------------------------------ | --------------- | --------------------------------------------------------------------------------------- | ----------------------------------------------------------------------------- |
| Godzina: 20:15 | M. Madsen (EQ) 07:40 K. Starkov (EQ) 36:04 | (1:0, 1:1, 0:3) | 24:30 (EQ) D. Sedin 40:22 (EQ) H. Sedin 41:36 (EQ) M. Thörnberg 50:45 (EQ) M. Thörnberg | Widzów: 11568 Sędzia główny: Antonín Jeřábek Sędziowie liniowi: Derek Zalaski |
| Godzina: 20:15 | 8 min.                                     |                 | 16 min.                                                                                 | Widzów: 11568 Sędzia główny: Antonín Jeřábek Sędziowie liniowi: Derek Zalaski |

### Grupa H
Tabela
| Lp. | Zespół            | M | W | WpD | PpD | P | G + | G – | +/− | Pkt |
| --- | ----------------- | - | - | --- | --- | - | --- | --- | --- | --- |
| 1   | Finlandia         | 7 | 4 | 2   | 0   | 1 | 23  | 14  | +9  | 16  |
| 2   | Rosja             | 7 | 5 | 0   | 0   | 2 | 29  | 14  | +15 | 15  |
| 3   | Stany Zjednoczone | 7 | 5 | 0   | 0   | 2 | 24  | 16  | +8  | 15  |
| 4   | Słowacja          | 7 | 3 | 0   | 1   | 3 | 18  | 17  | +1  | 10  |
| 5   | Niemcy            | 7 | 2 | 1   | 1   | 3 | 13  | 16  | -3  | 9   |
| 6   | Łotwa             | 7 | 2 | 0   | 1   | 4 | 14  | 25  | -9  | 7   |
| 7   | Francja           | 7 | 2 | 0   | 1   | 4 | 13  | 21  | -8  | 7   |
| 8   | Austria           | 7 | 1 | 1   | 0   | 5 | 18  | 29  | -11 | 5   |

Lp. = lokata, M = liczba rozegranych spotkań, Pkt = Liczba zdobytych punktów, W = Wygrane, WpD = Wygrane po dogrywce lub karnych, PpD = Porażki po dogrywce lub karnych, P = Porażki, G+ = Gole strzelone, G- = Gole stracone, +/− = bilans bramek
     Drużyna awansowała do fazy pucharowej.
     Drużyna utrzymała się w elicie.
     Drużyna spadła do pierwszej dywizji.
| 3 maja 2013 | Francja | 2:6 | Słowacja | Hartwall Areena, Helsinki |

| Szczegóły      | Szczegóły                               | Szczegóły       | Szczegóły | Szczegóły                                                                 |
| -------------- | --------------------------------------- | --------------- | --- | ------------------------------------------------------------------------- |
| Godzina: 15:15 | D. Raux (PP) 45:32 D. Fleury (PP) 51:58 | (0:1, 0:2, 2:3) | 08:28 (EQ) M. Miklík 25:27 (EQ) P. Ölvecký 28:34 (EQ) T. Záborský 43:50 (PP) B. Radivojevič 44:40 (PP) M. Šatan 58:57 (EQ) L. Hudáček | Widzów: 6966 Sędzia główny: Brent Reiber Sędziowie liniowi: Derek Zalaski |
| Godzina: 15:15 | 8 min.                                  |                 | 8 min. | Widzów: 6966 Sędzia główny: Brent Reiber Sędziowie liniowi: Derek Zalaski |

| 3 maja 2013 | Finlandia | 4:3 pd. | Niemcy | Hartwall Areena, Helsinki |

| Szczegóły      | Szczegóły                                                                                  | Szczegóły            | Szczegóły                                                       | Szczegóły                                                              |
| -------------- | ------------------------------------------------------------------------------------------ | -------------------- | --------------------------------------------------------------- | ---------------------------------------------------------------------- |
| Godzina: 19:15 | P. Kontiola (PP) 10:22 J. Pesonen (PP) 39:27 P. Kontiola (EQ) 58:31 S. Salminen (EQ) 61:58 | (1:0, 1:1, 1:2, 1:0) | 30:21 (EQ) F. Schütz 42:34 (PP) C. Ehrhoff 56:55 (EQ) T. Ankert | Widzów: 12115 Sędzia główny: Martin Frano Sędziowie liniowi: Matt Kirk |
| Godzina: 19:15 | 6 min.                                                                                     |                      | 18 min.                                                         | Widzów: 12115 Sędzia główny: Martin Frano Sędziowie liniowi: Matt Kirk |

| 4 maja 2013 | Stany Zjednoczone | 5:3 | Austria | Hartwall Areena, Helsinki |

| Szczegóły      | Szczegóły | Szczegóły      | Szczegóły                                                        | Szczegóły                                                                      |
| -------------- | --- | -------------- | ---------------------------------------------------------------- | ------------------------------------------------------------------------------ |
| Godzina: 11:15 | D. Moss (PP) 10:02 E. Johnson (EQ) 23:38 T. Stapleton (EQ) 29:31 A. Palushaj (EQ) 30:57 E. Johnson (PP) 38:32 | (1:2, 4:1 0:0) | 04:58 (EQ) M. Latusa 05:38 (EQ) D. Welser 33:21 (EQ) D. Schuller | Widzów: 8202 Sędzia główny: Morgan Johansson Sędziowie liniowi: Aleksi Rantala |
| Godzina: 11:15 | 2 min. |                | 6 min.                                                           | Widzów: 8202 Sędzia główny: Morgan Johansson Sędziowie liniowi: Aleksi Rantala |

| 4 maja 2013 | Rosja | 6:0 | Łotwa | Hartwall Areena, Helsinki |

| Szczegóły      | Szczegóły | Szczegóły       | Szczegóły | Szczegóły                                                                 |
| -------------- | --- | --------------- | --------- | ------------------------------------------------------------------------- |
| Godzina: 15:15 | J. Biriukow (EQ) 13:03 J. Miedwiediew (EQ) 28:44 A. Radułow (EQ) 32:59 J. Riasienski (EQ) 38:55 I. Kowalczuk (EQ) 40:17 K. Pietrow (PP) 44:11 | (1:0, 3:0, 2:0) |           | Widzów: 5293 Sędzia główny: Brent Reiber Sędziowie liniowi: Derek Zalaski |
| Godzina: 15:15 | 4 min. |                 | 31 min.   | Widzów: 5293 Sędzia główny: Brent Reiber Sędziowie liniowi: Derek Zalaski |

| 4 maja 2013 | Finlandia | 2:0 | Słowacja | Hartwall Areena, Helsinki |

| Szczegóły      | Szczegóły                                     | Szczegóły       | Szczegóły | Szczegóły                                                                         |
| -------------- | --------------------------------------------- | --------------- | --------- | --------------------------------------------------------------------------------- |
| Godzina: 19:15 | J. Aaltonen (EQ) 11:28 P. Kontiola (EQ) 42:09 | (1:0, 0:0, 1:0) |           | Widzów: 12078 Sędzia główny: Antonín Jeřábek Sędziowie liniowi: Marcus Vinnerborg |
| Godzina: 19:15 | 10 min.                                       |                 | 10 min.   | Widzów: 12078 Sędzia główny: Antonín Jeřábek Sędziowie liniowi: Marcus Vinnerborg |

| 5 maja 2013 | Francja | 3:1 | Austria | Hartwall Areena, Helsinki |

| Szczegóły      | Szczegóły                                                            | Szczegóły      | Szczegóły               | Szczegóły                                                                     |
| -------------- | -------------------------------------------------------------------- | -------------- | ----------------------- | ----------------------------------------------------------------------------- |
| Godzina: 11:15 | D. Fleury (EQ) 03:36 T. Da Costa (EQ) 04:17 J. Desrosiers (EQ) 37:10 | (2:0, 1:0 0:1) | 47:23 (EQ, EA) T. Vanek | Widzów: 3471 Sędzia główny: Martin Fraňo Sędziowie liniowi: Marcus Vinnerborg |
| Godzina: 11:15 | 4 min.                                                               |                | 4 min.                  | Widzów: 3471 Sędzia główny: Martin Fraňo Sędziowie liniowi: Marcus Vinnerborg |

| 5 maja 2013 | Niemcy | 1:4 | Rosja | Hartwall Areena, Helsinki |

| Szczegóły      | Szczegóły           | Szczegóły       | Szczegóły                                                                                          | Szczegóły                                                                      |
| -------------- | ------------------- | --------------- | -------------------------------------------------------------------------------------------------- | ------------------------------------------------------------------------------ |
| Godzina: 15:15 | J. Tripp (PP) 45:03 | (0:0, 0:2, 1:2) | 23:20 (EQ) I. Kowalczuk 30:09 (EQ) I. Kowalczuk 58:20 (EQ) I. Kowalczuk 59:39 (EQ, EN) D. Kokariew | Widzów: 3705 Sędzia główny: Morgan Johansson Sędziowie liniowi: Aleksi Rantala |
| Godzina: 15:15 | 2 min.              |                 | 10 min.                                                                                            | Widzów: 3705 Sędzia główny: Morgan Johansson Sędziowie liniowi: Aleksi Rantala |

| 5 maja 2013 | Łotwa | 1:4 | Stany Zjednoczone | Hartwall Areena, Helsinki |

| Szczegóły      | Szczegóły           | Szczegóły       | Szczegóły                                                                             | Szczegóły                                                                |
| -------------- | ------------------- | --------------- | ------------------------------------------------------------------------------------- | ------------------------------------------------------------------------ |
| Godzina: 19:15 | A. Kulda (EQ) 21:11 | (0:0, 1:2, 0:2) | 22:11 (EQ) T. Stapleton 24:21 (PP) D. Moss 50:55 (PP) B. Butler 52:21 (EQ) M. Hunwick | Widzów: 5048 Sędzia główny: Antonín Jeřábek Sędziowie liniowi: Matt Kirk |
| Godzina: 19:15 | 14 min.             |                 | 12 min.                                                                               | Widzów: 5048 Sędzia główny: Antonín Jeřábek Sędziowie liniowi: Matt Kirk |

| 6 maja 2013 | Niemcy | 2:3 | Słowacja | Hartwall Areena, Helsinki |

| Szczegóły      | Szczegóły                             | Szczegóły       | Szczegóły                                                           | Szczegóły                                                                |
| -------------- | ------------------------------------- | --------------- | ------------------------------------------------------------------- | ------------------------------------------------------------------------ |
| Godzina: 15:15 | M. Wolf (EQ) 04:01 M. Kink (EQ) 43:01 | (1:0, 0:1, 1:2) | 33:30 (EQ) M. Bližňák 45:41 (EQ) T. Záborský 52:46 (EQ) T. Záborský | Widzów: 5078 Sędzia główny: Martin Fraňo Sędziowie liniowi: Brent Reiber |
| Godzina: 15:15 | 2 min.                                |                 | 4 min.                                                              | Widzów: 5078 Sędzia główny: Martin Fraňo Sędziowie liniowi: Brent Reiber |

| 6 maja 2013 | Finlandia | 3:1 | Francja | Hartwall Areena, Helsinki |

| Szczegóły      | Szczegóły                                                             | Szczegóły       | Szczegóły                 | Szczegóły                                                               |
| -------------- | --------------------------------------------------------------------- | --------------- | ------------------------- | ----------------------------------------------------------------------- |
| Godzina: 19:15 | J. Pesonen (PP) 34:41 J. Aaltonen (EQ) 35:19 V. Viitaluoma (EQ) 48:36 | (0:0, 2:0, 1:1) | 40:43 (EQ) P.E. Bellemare | Widzów: 12158 Sędzia główny: Matt Kirk Sędziowie liniowi: Derek Zalaski |
| Godzina: 19:15 | 12 min.                                                               |                 | 12 min.                   | Widzów: 12158 Sędzia główny: Matt Kirk Sędziowie liniowi: Derek Zalaski |

| 7 maja 2013 | Austria | 6:3 | Łotwa | Hartwall Areena, Helsinki |

| Szczegóły      | Szczegóły | Szczegóły       | Szczegóły                                                         | Szczegóły                                                                      |
| -------------- | --- | --------------- | ----------------------------------------------------------------- | ------------------------------------------------------------------------------ |
| Godzina: 15:15 | F. Iberer (EQ) 13:45 A. Lakos (PP) 17:09 T. Vanek (EQ) 23:05 M. Altman (EQ) 26:58 M. Raffl (EQ) 49:42 D. Oberkofler (EQ) 56:50 | (2:1, 2:1, 2:1) | 03:52 (EQ) A. Bērziņš 38:08 (EQ) A. Saviels 40:52 (PP) L. Dārziņš | Widzów: 3051 Sędzia główny: Morgan Johansson Sędziowie liniowi: Aleski Rantala |
| Godzina: 15:15 | 6 min. |                 | 8 min.                                                            | Widzów: 3051 Sędzia główny: Morgan Johansson Sędziowie liniowi: Aleski Rantala |

| 7 maja 2013 | Rosja | 5:3 | Stany Zjednoczone | Hartwall Areena, Helsinki |

| Szczegóły      | Szczegóły | Szczegóły       | Szczegóły                                                         | Szczegóły                                                                        |
| -------------- | --- | --------------- | ----------------------------------------------------------------- | -------------------------------------------------------------------------------- |
| Godzina: 19:15 | A. Biełow (EQ) 05:23 I. Kowalczuk (EQ) 14:04 A. Tierieszczenko (EQ) 31:19 J. Miedwiediew (EQ) 53:35 A. Radułow (PP) 55:27 | (2:2, 1:1, 2:0) | 10:58 (EQ) P. Stastny 13:28 (PP) P. Stastny 27:09 (EQ) M. Hunwick | Widzów: 6038 Sędzia główny: Antonín Jeřábek Sędziowie liniowi: Marcus Vinnerborg |
| Godzina: 19:15 | 8 min. |                 | 8 min.                                                            | Widzów: 6038 Sędzia główny: Antonín Jeřábek Sędziowie liniowi: Marcus Vinnerborg |

| 8 maja 2013 | Austria | 0:2 | Niemcy | Hartwall Areena, Helsinki |

| Szczegóły      | Szczegóły | Szczegóły       | Szczegóły                                  | Szczegóły                                                                   |
| -------------- | --------- | --------------- | ------------------------------------------ | --------------------------------------------------------------------------- |
| Godzina: 15:15 |           | (0:0, 0:1, 0:1) | 37:00 (EQ) M. Kink 59:51 (EQ, ENG) M. Kink | Widzów: 6820 Sędzia główny: Wiaczesław Bułanow Sędziowie liniowi: Ian Croft |
| Godzina: 15:15 | 8 min.    |                 | 16 min.                                    | Widzów: 6820 Sędzia główny: Wiaczesław Bułanow Sędziowie liniowi: Ian Croft |

| 8 maja 2013 | Stany Zjednoczone | 4:1 | Finlandia | Hartwall Areena, Helsinki |

| Szczegóły      | Szczegóły                                                                             | Szczegóły       | Szczegóły                | Szczegóły                                                                     |
| -------------- | ------------------------------------------------------------------------------------- | --------------- | ------------------------ | ----------------------------------------------------------------------------- |
| Godzina: 19:15 | C. Smith (EQ) 17:36 C. Smith (PP) 43:22 S. Gionta (EQ) 51:29 C. Smith (EQ, ENG) 59:18 | (1:1, 0:0, 3:0) | 05:53 (EQ) J. Koskiranta | Widzów: 12484 Sędzia główny: Lars Brueggemann Sędziowie liniowi: Brent Reiber |
| Godzina: 19:15 | 12 min.                                                                               |                 | 6 min.                   | Widzów: 12484 Sędzia główny: Lars Brueggemann Sędziowie liniowi: Brent Reiber |

| 9 maja 2013 | Rosja | 1:2 | Francja | Hartwall Areena, Helsinki |

| Szczegóły      | Szczegóły                 | Szczegóły       | Szczegóły                                  | Szczegóły                                                                  |
| -------------- | ------------------------- | --------------- | ------------------------------------------ | -------------------------------------------------------------------------- |
| Godzina: 15:15 | A. Pierieżogin (EQ) 26:57 | (0:0, 1:2, 0:0) | 29:52 (EQ) D. Fleury 36:48 (EQ) A. Roussel | Widzów: 3173 Sędzia główny: Martin Fraňo Sędziowie liniowi: Aleksi Rantala |
| Godzina: 15:15 | 6 min.                    |                 | 8 min.                                     | Widzów: 3173 Sędzia główny: Martin Fraňo Sędziowie liniowi: Aleksi Rantala |

| 9 maja 2013 | Słowacja | 3:5 | Łotwa | Hartwall Areena, Helsinki |

| Szczegóły      | Szczegóły                                                        | Szczegóły       | Szczegóły | Szczegóły                                                                      |
| -------------- | ---------------------------------------------------------------- | --------------- | --- | ------------------------------------------------------------------------------ |
| Godzina: 19:15 | T. Záborský (EQ) 01:23 T. Surový (EQ) 36:09 T. Surový (PP) 59:38 | (1:3, 1:1, 1:1) | 00:15 (EQ) M. Cipulis 13:00 (PS) L. Dārziņš 17:41 (PP) Z. Girgensons 38:50 (EQ) L. Dārziņš 40:25 (EQ) L. Dārziņš | Widzów: 3124 Sędzia główny: Marcus Vinnerborg Sędziowie liniowi: Derek Zalaski |
| Godzina: 19:15 | 14 min.                                                          |                 | 8 min. | Widzów: 3124 Sędzia główny: Marcus Vinnerborg Sędziowie liniowi: Derek Zalaski |

| 10 maja 2013 | Słowacja | 1:2 pk. | Austria | Hartwall Areena, Helsinki |

| Szczegóły      | Szczegóły            | Szczegóły            | Szczegóły                                       | Szczegóły                                                                   |
| -------------- | -------------------- | -------------------- | ----------------------------------------------- | --------------------------------------------------------------------------- |
| Godzina: 15:15 | T. Surový (EQ) 09:00 | (1:0, 0:1, 0:0, 0:1) | 33:17 (EQ) G. Unterluggauer 65:00 (PS) T. Vanek | Widzów: 8449 Sędzia główny: Lars Bruegemann Sędziowie liniowi: Martin Fraňo |
| Godzina: 15:15 | 8 min.               |                      | 6 min.                                          | Widzów: 8449 Sędzia główny: Lars Bruegemann Sędziowie liniowi: Martin Fraňo |

| 10 maja 2013 | Rosja | 2:3 | Finlandia | Hartwall Areena, Helsinki |

| Szczegóły      | Szczegóły                                         | Szczegóły       | Szczegóły                                                            | Szczegóły                                                                   |
| -------------- | ------------------------------------------------- | --------------- | -------------------------------------------------------------------- | --------------------------------------------------------------------------- |
| Godzina: 19:15 | A. Radułow (PP) 23:31 I. Kowalczuk (EQ, EA) 58:12 | (0:1, 1:2, 1:0) | 03:22 (EQ) P. Kontiola 27:21 (EQ) P. Kontiola 36:00 (PP) J. Aaltonen | Widzów: 12383 Sędzia główny: Ian Croft Sędziowie liniowi: Marcus Vinnerborg |
| Godzina: 19:15 | 35 min.                                           |                 | 41 min.                                                              | Widzów: 12383 Sędzia główny: Ian Croft Sędziowie liniowi: Marcus Vinnerborg |

| 11 maja 2013 | Stany Zjednoczone | 4:2 | Francja | Hartwall Areena, Helsinki |

| Szczegóły      | Szczegóły                                                                          | Szczegóły       | Szczegóły                                          | Szczegóły                                                                     |
| -------------- | ---------------------------------------------------------------------------------- | --------------- | -------------------------------------------------- | ----------------------------------------------------------------------------- |
| Godzina: 11:15 | S. Gionta (EQ) 07:08 B. Butler (EQ) 17:17 P. Stastny (EQ) 51:37 D. Moss (PP) 53:23 | (2:0, 0:1, 2:1) | 28:24 (PP2) K. Hecquefeuille 58:30 (EQ) Y. Treille | Widzów: 7458 Sędzia główny: Lars Bruegemann Sędziowie liniowi: Aleksi Rantala |
| Godzina: 11:15 | 8 min.                                                                             |                 | 12 min.                                            | Widzów: 7458 Sędzia główny: Lars Bruegemann Sędziowie liniowi: Aleksi Rantala |

| 11 maja 2013 | Finlandia | 7:2 | Austria | Hartwall Areena, Helsinki |

| Szczegóły      | Szczegóły | Szczegóły       | Szczegóły                                   | Szczegóły                                                                        |
| -------------- | --- | --------------- | ------------------------------------------- | -------------------------------------------------------------------------------- |
| Godzina: 15:15 | A. Pihlström (EQ) 04:13 V.-M. Savinainen (EQ) 08:18 P. Kontiola (PP2) 27:48 L. Korpikoski (PP) 49:26 N. Hagman (EQ) 50:22 J. Koskiranta (EQ) 55:23 V.-M. Savinainen (PP) 57:21 | (2:0, 1:0, 4:2) | 40:38 (SH) R. Lukas 42:46 (SH) R. Herburger | Widzów: 12121 Sędzia główny: Wiaczesław Bułanow Sędziowie liniowi: Derek Zalaski |
| Godzina: 15:15 | 4 min. |                 | 41 min.                                     | Widzów: 12121 Sędzia główny: Wiaczesław Bułanow Sędziowie liniowi: Derek Zalaski |

| 11 maja 2013 | Niemcy | 2:0 | Łotwa | Hartwall Areena, Helsinki |

| Szczegóły      | Szczegóły                                 | Szczegóły       | Szczegóły | Szczegóły                                                             |
| -------------- | ----------------------------------------- | --------------- | --------- | --------------------------------------------------------------------- |
| Godzina: 19:15 | C. Ullmann (EQ) 28:05 P. Hager (EQ) 43:05 | (0:0, 1:0, 1:0) |           | Widzów: 9199 Sędzia główny: Ian Croft Sędziowie liniowi: Brent Reiber |
| Godzina: 19:15 | 8 min.                                    |                 | 4 min.    | Widzów: 9199 Sędzia główny: Ian Croft Sędziowie liniowi: Brent Reiber |

| 12 maja 2013 | Stany Zjednoczone | 3:0 | Niemcy | Hartwall Areena, Helsinki |

| Szczegóły      | Szczegóły                                                       | Szczegóły       | Szczegóły | Szczegóły                                                                            |
| -------------- | --------------------------------------------------------------- | --------------- | --------- | ------------------------------------------------------------------------------------ |
| Godzina: 15:15 | B. Butler (PP) 02:39 P. Stastny (EQ) 04:53 S. Gionta (EQ) 51:27 | (2:0, 0:0, 1:0) |           | Widzów: 11057 Sędzia główny: Wiaczesław Bułanow Sędziowie liniowi: Konstantin Olenin |
| Godzina: 15:15 | 12 min.                                                         |                 | 8 min.    | Widzów: 11057 Sędzia główny: Wiaczesław Bułanow Sędziowie liniowi: Konstantin Olenin |

| 12 maja 2013 | Słowacja | 1:3 | Rosja | Hartwall Areena, Helsinki |

| Szczegóły      | Szczegóły                 | Szczegóły       | Szczegóły                                                            | Szczegóły                                                                     |
| -------------- | ------------------------- | --------------- | -------------------------------------------------------------------- | ----------------------------------------------------------------------------- |
| Godzina: 19:15 | B. Radivojevič (SH) 39:44 | (0:0, 1:2, 0:1) | 25:36 (PP) A. Radułow 31:44 (EQ) I. Kowalczuk 44:48 (EQ) D. Dienisow | Widzów: 4041 Sędzia główny: Daniel Piechaczek Sędziowie liniowi: Brent Reiber |
| Godzina: 19:15 | 10 min.                   |                 | 8 min.                                                               | Widzów: 4041 Sędzia główny: Daniel Piechaczek Sędziowie liniowi: Brent Reiber |

| 13 maja 2013 | Łotwa | 3:1 | Francja | Hartwall Areena, Helsinki |

| Szczegóły      | Szczegóły                                                         | Szczegóły       | Szczegóły                | Szczegóły                                                                       |
| -------------- | ----------------------------------------------------------------- | --------------- | ------------------------ | ------------------------------------------------------------------------------- |
| Godzina: 15:15 | M. Cipulis (PP) 14:52 J. Sprukts (EQ) 25:07 L. Dārziņš (EQ) 56:24 | (1:0, 1:0, 1:1) | 43:27 (EQ) J. Desrosiers | Widzów: 2204 Sędzia główny: Vladimír Baluška Sędziowie liniowi: Lars Brüggemann |
| Godzina: 15:15 | 20 min.                                                           |                 | 6 min.                   | Widzów: 2204 Sędzia główny: Vladimír Baluška Sędziowie liniowi: Lars Brüggemann |

| 13 maja 2013 | Austria | 4:8 | Rosja | Hartwall Areena, Helsinki |

| Szczegóły      | Szczegóły                                                                         | Szczegóły       | Szczegóły | Szczegóły                                                               |
| -------------- | --------------------------------------------------------------------------------- | --------------- | --- | ----------------------------------------------------------------------- |
| Godzina: 19:15 | M. Iberer (EQ) 08:53 T. Vanek (PP) 09:08 M. Raffl (PP) 15:56 F. Iberer (EQ) 27:51 | (3:3, 1:3, 0:2) | 01:25 (EQ) A. Pierieżogin 08:15 (EQ) I. Kowalczuk 18:32 (PP2) I. Nikulin 24:50 ((PP) A. Radułow 31:07 (EQ)) S. Moziakin 37:19 (SH) S. Soin 41:36 (EQ) N. Zajcew 49:38 (EQ) J. Kuzniecow | Widzów: 4455 Sędzia główny: Ian Croft Sędziowie liniowi: Aleski Rantala |
| Godzina: 19:15 | 18 min.                                                                           |                 | 12 min. | Widzów: 4455 Sędzia główny: Ian Croft Sędziowie liniowi: Aleski Rantala |

| 14 maja 2013 | Słowacja | 4:1 | Stany Zjednoczone | Hartwall Areena, Helsinki |

| Szczegóły      | Szczegóły                                                                                     | Szczegóły       | Szczegóły            | Szczegóły                                                                       |
| -------------- | --------------------------------------------------------------------------------------------- | --------------- | -------------------- | ------------------------------------------------------------------------------- |
| Godzina: 11:15 | B. Radivojevič (EQ) 00:15 M. Bartek (EQ) 03:44 R. Vydarený (PP) 30:48 M. Daňo (EQ, ENG) 58:36 | (2:0, 1:1, 1:0) | 39:14 (EQ) D. Kristo | Widzów: 9262 Sędzia główny: Konstantin Olenin Sędziowie liniowi: Aleski Rantala |
| Godzina: 11:15 | 4 min.                                                                                        |                 | 20 min.              | Widzów: 9262 Sędzia główny: Konstantin Olenin Sędziowie liniowi: Aleski Rantala |

| 14 maja 2013 | Francja | 2:3 pd. | Niemcy | Hartwall Areena, Helsinki |

| Szczegóły      | Szczegóły                                      | Szczegóły            | Szczegóły                                                    | Szczegóły                                                                    |
| -------------- | ---------------------------------------------- | -------------------- | ------------------------------------------------------------ | ---------------------------------------------------------------------------- |
| Godzina: 15:15 | J. Desrosiers (PP) 01:42 A. Roussel (EQ) 34:57 | (1:1, 1:0, 0:1, 0:1) | 17:32 (PP) C. Ehroff 41:24 (EQ) M. Wolf 61:05 (EQ) C. Ehroff | Widzów: 5062 Sędzia główny: Vladimír Baluška Sędziowie liniowi: Brent Reiber |
| Godzina: 15:15 | 24 min.                                        |                      | 4 min.                                                       | Widzów: 5062 Sędzia główny: Vladimír Baluška Sędziowie liniowi: Brent Reiber |

| 14 maja 2013 | Łotwa | 2:3 pd. | Finlandia | Hartwall Areena, Helsinki |

| Szczegóły      | Szczegóły                                  | Szczegóły            | Szczegóły                                                             | Szczegóły                                                                            |
| -------------- | ------------------------------------------ | -------------------- | --------------------------------------------------------------------- | ------------------------------------------------------------------------------------ |
| Godzina: 19:15 | G. Meija (EQ) 08:19 R. Jekimovs (EQ) 56:13 | (1:1, 0:1, 1:0, 0:1) | 09:18 (EQ) S. Salminen 30:25 (PP) M. Granlund 63:46 (EQ) A. Pihlström | Widzów: 12289 Sędzia główny: Wiaczesław Bułanow Sędziowie liniowi: Daniel Piechaczek |
| Godzina: 19:15 | 14 min.                                    |                      | 8 min.                                                                | Widzów: 12289 Sędzia główny: Wiaczesław Bułanow Sędziowie liniowi: Daniel Piechaczek |

## Faza pucharowa
|  |                          |                   |                          |                          |   |            |                          |                          |                          |                          |                   |       |       |
|  | Ćwierćfinały             | Ćwierćfinały      | Ćwierćfinały             |                          |   | Półfinały  | Półfinały                | Półfinały                |                          |                          | Finał             | Finał | Finał |
|  | Ćwierćfinały             | Ćwierćfinały      | Ćwierćfinały             |                          |   | Półfinały  | Półfinały                | Półfinały                |                          |                          | Finał             | Finał | Finał |
|  | 16 maja 2013 – Helsinki  |                   |                          |                          |   |            |                          |                          |                          |                          |                   |       |       |
|  |                          |                   |                          |                          |   |            |                          |                          |                          |                          |                   |       |       |
|  | Finlandia                | Finlandia         | 4                        |                          |   |            |                          |                          |                          |                          |                   |       |       |
|  | Finlandia                | Finlandia         | 4                        | 18 maja 2013 – Sztokholm |   |            |                          |                          |                          |                          |                   |       |       |
|  | Słowacja                 | Słowacja          | 3                        |                          |   |            |                          |                          |                          |                          |                   |       |       |
|  | Słowacja                 | Słowacja          | 3                        |                          |   | Finlandia  | Finlandia                | 0                        |                          |                          |                   |       |       |
|  | 16 maja 2013 – Sztokholm |                   |                          |                          |   | Finlandia  | Finlandia                | 0                        |                          |                          |                   |       |       |
|  |                          |                   | Szwecja                  | Szwecja                  | 3 |            |                          |                          |                          |                          |                   |       |       |
|  | Kanada                   | Kanada            | Szwecja                  | Szwecja                  | 3 | 2          |                          |                          |                          |                          |                   |       |       |
|  | Kanada                   | Kanada            |                          |                          |   | 2          | 19 maja 2013 – Sztokholm |                          |                          |                          |                   |       |       |
|  | Szwecja                  | Szwecja           | 3                        |                          |   |            |                          |                          |                          |                          |                   |       |       |
|  | Szwecja                  | Szwecja           | 3                        |                          |   | Szwecja    | Szwecja                  | 5                        |                          |                          |                   |       |       |
|  | 16 maja 2013 – Sztokholm |                   |                          |                          |   | Szwecja    | Szwecja                  | 5                        |                          |                          |                   |       |       |
|  |                          |                   | Szwajcaria               | Szwajcaria               | 1 |            |                          |                          |                          |                          |                   |       |       |
|  | Szwajcaria               | Szwajcaria        | Szwajcaria               | Szwajcaria               | 1 | 2          |                          |                          |                          |                          |                   |       |       |
|  | Szwajcaria               | Szwajcaria        | 18 maja 2013 – Sztokholm |                          |   | 2          |                          |                          |                          |                          |                   |       |       |
|  | Czechy                   | Czechy            | 1                        |                          |   |            |                          |                          |                          |                          |                   |       |       |
|  | Czechy                   | Czechy            | 1                        |                          |   | Szwajcaria | Szwajcaria               | 3                        | Mecz o 3. miejsce        | Mecz o 3. miejsce        | Mecz o 3. miejsce |       |       |
|  | 16 maja 2013 – Helsinki  |                   |                          |                          |   | Szwajcaria | Szwajcaria               | 3                        | Mecz o 3. miejsce        | Mecz o 3. miejsce        | Mecz o 3. miejsce |       |       |
|  |                          |                   | Stany Zjednoczone        | Stany Zjednoczone        | 0 |            |                          | 19 maja 2013 – Sztokholm | 19 maja 2013 – Sztokholm | 19 maja 2013 – Sztokholm |                   |       |       |
|  | Rosja                    | Rosja             | Stany Zjednoczone        | Stany Zjednoczone        | 0 | 3          |                          | 19 maja 2013 – Sztokholm | 19 maja 2013 – Sztokholm | 19 maja 2013 – Sztokholm |                   |       |       |
|  | Rosja                    | Rosja             |                          |                          |   |            |                          | Finlandia                | Finlandia                | 2                        |                   |       |       |
|  | Stany Zjednoczone        | Stany Zjednoczone | 8                        |                          |   |            |                          |                          | Finlandia                | 2                        |                   |       |       |
|  | Stany Zjednoczone        | Stany Zjednoczone | 8                        |                          |   |            |                          | Stany Zjednoczone        | Stany Zjednoczone        | 3                        |                   |       |       |
|  |                          |                   |                          |                          |   |            |                          |                          | Stany Zjednoczone        | 3                        |                   |       |       |

### Ćwierćfinały
| 16 maja 2013 | Rosja | 3:8 | Stany Zjednoczone | Hartwall Areena, Helsinki |

| Szczegóły      | Szczegóły                                                              | Szczegóły       | Szczegóły | Szczegóły                                                                    |
| -------------- | ---------------------------------------------------------------------- | --------------- | --- | ---------------------------------------------------------------------------- |
| Godzina: 12:00 | A. Switow (EQ) 15:30 A. Owieczkin (EQ) 41:33 A. Pierieżogin (PP) 43:40 | (1:2, 0:2, 2:4) | 11:53 (EQ) P. Stastny 12:43 (EQ) T.J. Oshie 25:45 (EQ) N. Thompson 37:31 (EQ) A. Galchenyuk 42:55 (SH) R. Carter 48:11 (PP) J. Trouba 49:56 (EQ) D. Moss 50:07 (EQ) P. Stastny | Widzów: 5506 Sędzia główny: Lars Brueggemann Sędziowie liniowi: Brent Reiber |
| Godzina: 12:00 | 4 min.                                                                 |                 | 8 min. | Widzów: 5506 Sędzia główny: Lars Brueggemann Sędziowie liniowi: Brent Reiber |

| 16 maja 2013 | Szwajcaria | 2:1 | Czechy | Ericsson Globe, Sztokholm |

| Szczegóły      | Szczegóły                                    | Szczegóły       | Szczegóły            | Szczegóły                                                                          |
| -------------- | -------------------------------------------- | --------------- | -------------------- | ---------------------------------------------------------------------------------- |
| Godzina: 14:45 | D. Hollenstein (EQ) 05:45 R. Josi (PP) 33:08 | (1:0, 1:0, 0:1) | 45:29 (PP) Z. Kutlák | Widzów: 2237 Sędzia główny: Konstantin Olenin Sędziowie liniowi: Marcus Vinnerborg |
| Godzina: 14:45 | 10 min.                                      |                 | 6 min.               | Widzów: 2237 Sędzia główny: Konstantin Olenin Sędziowie liniowi: Marcus Vinnerborg |

| 16 maja 2013 | Finlandia | 4:3 | Słowacja | Hartwall Areena, Helsinki |

| Szczegóły      | Szczegóły                                                                                   | Szczegóły       | Szczegóły                                                      | Szczegóły                                                                  |
| -------------- | ------------------------------------------------------------------------------------------- | --------------- | -------------------------------------------------------------- | -------------------------------------------------------------------------- |
| Godzina: 17:30 | O. Väänänen (EQ) 01:31 P. Kontiola (EQ) 09:49 P. Kontiola (EQ) 15:44 J. Aaltonen (EQ) 48:13 | (3:0, 0:2, 1:1) | 25:03 (EQ) M. Miklík 32:17 (EQ) A. Sekera 40:30 (EQ) T. Surový | Widzów: 9520 Sędzia główny: Antonín Jeřábek Sędziowie liniowi: Keith Kaval |
| Godzina: 17:30 | 8 min.                                                                                      |                 | 10 min.                                                        | Widzów: 9520 Sędzia główny: Antonín Jeřábek Sędziowie liniowi: Keith Kaval |

| 16 maja 2013 | Kanada | 2:3 pk. | Szwecja | Ericsson Globe, Sztokholm |

| Szczegóły      | Szczegóły                                  | Szczegóły                 | Szczegóły                                                                  | Szczegóły                                                                            |
| -------------- | ------------------------------------------ | ------------------------- | -------------------------------------------------------------------------- | ------------------------------------------------------------------------------------ |
| Godzina: 20:15 | S. Stamkos (PP) 20:45 C. Giroux (EQ) 50:50 | (0:0, 1:0, 1:2, 0:0, 0:1) | 45:41 (PP) N. Danielsson 49:35 (PP) N. Danielsson 70:00 (PS) F. Pettersson | Widzów: 11153 Sędzia główny: Wiaczesław Bułanow Sędziowie liniowi: Jyri Petteri Ronn |
| Godzina: 20:15 | 8 min.                                     |                           | 29 min.                                                                    | Widzów: 11153 Sędzia główny: Wiaczesław Bułanow Sędziowie liniowi: Jyri Petteri Ronn |

### Półfinały
| 18 maja 2013 | Finlandia | 0:3 | Szwecja | Ericsson Globe, Sztokholm |

| Szczegóły      | Szczegóły | Szczegóły       | Szczegóły                                                             | Szczegóły                                                                      |
| -------------- | --------- | --------------- | --------------------------------------------------------------------- | ------------------------------------------------------------------------------ |
| Godzina: 15:00 |           | (0:1, 0:1, 0:1) | 10:33 (PP) L.Eriksson 36:13 (PP) L. Eriksson 59:27 (EQ, ENG) H. Sedin | Widzów: 11674 Sędzia główny: Konstantin Olenin Sędziowie liniowi: Brent Reiber |
| Godzina: 15:00 | 8 min.    |                 | 4 min.                                                                | Widzów: 11674 Sędzia główny: Konstantin Olenin Sędziowie liniowi: Brent Reiber |

| 18 maja 2013 | Szwajcaria | 3:0 | Stany Zjednoczone | Ericsson Globe, Sztokholm |

| Szczegóły      | Szczegóły                                                               | Szczegóły       | Szczegóły | Szczegóły                                                                       |
| -------------- | ----------------------------------------------------------------------- | --------------- | --------- | ------------------------------------------------------------------------------- |
| Godzina: 19:00 | N. Niederreiter (EQ) 30:01 J. Walker (EQ) 50:11 R. Suri (EQ, ENG) 59:41 | (0:0, 1:0, 2:0) |           | Widzów: 7136 Sędzia główny: Lars Brueggemann Sędziowie liniowi: Antonín Jeřábek |
| Godzina: 19:00 | 4 min.                                                                  |                 | 8 min.    | Widzów: 7136 Sędzia główny: Lars Brueggemann Sędziowie liniowi: Antonín Jeřábek |

### Mecz o trzecie miejsce
| 19 maja 2013 | Finlandia | 2:3 pk. | Stany Zjednoczone | Ericsson Globe, Sztokholm |

| Szczegóły      | Szczegóły                                         | Szczegóły                 | Szczegóły                                                          | Szczegóły                                                                     |
| -------------- | ------------------------------------------------- | ------------------------- | ------------------------------------------------------------------ | ----------------------------------------------------------------------------- |
| Godzina: 16:00 | L. Korpikoski (EQ) 48:56 L. Korpikoski (EQ) 52:18 | (0:2, 0:0, 2:0, 0:0, 0:1) | 00:58 (EQ) C. Smith 15:58 (PP) P. Stastny 70:00 (PS) A. Galchenyuk | Widzów: 6836 Sędzia główny: Brent Reiber Sędziowie liniowi: Marcus Vinnerborg |
| Godzina: 16:00 | 2 min.                                            |                           |                                                                    | Widzów: 6836 Sędzia główny: Brent Reiber Sędziowie liniowi: Marcus Vinnerborg |

### Finał
| 19 maja 2013 | Szwecja | 5:1 | Szwajcaria | Ericsson Globe, Sztokholm |

| Szczegóły      | Szczegóły | Szczegóły       | Szczegóły          | Szczegóły                                                                         |
| -------------- | --- | --------------- | ------------------ | --------------------------------------------------------------------------------- |
| Godzina: 20:30 | E. Gustafsson (EQ) 08:42 H. Sedin (PP) 11:38 S. Hjalmarsson (EQ) 47:13 L. Eriksson (EQ) 55:37 H. Sedin (SH, ENG) 56:36 | (2:1, 0:0, 3:0) | 04:45 (EQ) R. Josi | Widzów: 12500 Sędzia główny: Antonín Jeřábek Sędziowie liniowi: Konstantin Olenin |
| Godzina: 20:30 | 6 min. |                 | 18 min.            | Widzów: 12500 Sędzia główny: Antonín Jeřábek Sędziowie liniowi: Konstantin Olenin |

## Statystyki
Stan po zakończeniu turnieju. Źródło: IIHF.com

### Zawodnicy z pola
| Lp. | Zawodnik          | Mecze | Gole |
| --- | ----------------- | ----- | ---- |
| 1.  | Ilja Kowalczuk    | 8     | 8    |
| 2.  | Petri Kontiola    | 10    | 8    |
| 3.  | Steven Stamkos    | 8     | 7    |
| 4.  | Paul Stastny      | 10    | 7    |
| 5.  | Lauris Dārziņš    | 7     | 5    |
| 6.  | Aleksandr Radułow | 8     | 5    |
| 7.  | Loui Eriksson     | 10    | 5    |
| 7.  | Nino Niederreiter | 10    | 5    |
| 7.  | Reto Suri         | 10    | 5    |

| Lp. | Zawodnik           | Mecze | Asysty |
| --- | ------------------ | ----- | ------ |
| 1.  | Craig Smith        | 10    | 10     |
| 2.  | Petri Kontiola     | 10    | 8      |
| 2.  | Paul Stastny       | 10    | 8      |
| 4.  | Roman Kukumberg    | 8     | 7      |
| 5.  | Juhamatti Aaltonen | 10    | 7      |
| 6.  | Jakub Voráček      | 8     | 6      |
| 7.  | Janne Pesonen      | 9     | 6      |
| 8.  | Justin Faulk       | 10    | 6      |
| 8.  | Martin Plüss       | 10    | 6      |

| Lp. | Zawodnik           | Mecze | Gole | As. | Pkt |
| --- | ------------------ | ----- | ---- | --- | --- |
| 1.  | Petri Kontiola     | 10    | 8    | 8   | 16  |
| 2.  | Paul Stastny       | 10    | 7    | 8   | 15  |
| 3.  | Craig Smith        | 10    | 4    | 10  | 14  |
| 4.  | Ilja Kowalczuk     | 8     | 8    | 5   | 13  |
| 5.  | Steven Stamkos     | 8     | 7    | 5   | 12  |
| 6.  | Juhamatti Aaltonen | 10    | 4    | 7   | 11  |
| 7.  | Aleksandr Radułow  | 8     | 5    | 5   | 10  |
| 8.  | Loui Eriksson      | 10    | 5    | 5   | 10  |
| 9.  | Henrik Sedin       | 4     | 4    | 5   | 9   |
| 10. | Roman Josi         | 10    | 4    | 5   | 9   |

| Lp. | Zawodnik              | Mecze | Gole | As. | Pkt |
| --- | --------------------- | ----- | ---- | --- | --- |
| 1.  | Roman Josi            | 10    | 4    | 5   | 9   |
| 2.  | Jewgienij Miedwiediew | 8     | 2    | 5   | 7   |
| 3.  | Justin Faulk          | 10    | 0    | 6   | 6   |

| Lp. | Zawodnik              | Mecze | Gole |
| --- | --------------------- | ----- | ---- |
| 1.  | Juhamatti Aaltonen    | 10    | 4    |
| 2.  | Steven Stamkos        | 8     | 3    |
| 3.  | dziewięciu zawodników | –     | 2    |

| Lp. | Zawodnik         | Mecze | +/− |
| --- | ---------------- | ----- | --- |
| 1.  | Matt Hunwick     | 10    | +9  |
| 2.  | Julien Vauclair  | 10    | +8  |
| 3.  | Anton Biełow     | 8     | +8  |
| 4.  | Mathias Seger    | 10    | +8  |
| 5.  | Dienis Dienisow  | 8     | +8  |
| 6.  | Paul Stastny     | 10    | +7  |
| 7.  | Brian Campbell   | 8     | +7  |
| 8.  | Henrik Tallinder | 10    | +7  |
| 9.  | Erik Gustafsson  | 10    | +7  |

| Lp. | Zawodnik          | Mecze | Minuty |
| --- | ----------------- | ----- | ------ |
| 1.  | Mārtiņš Cipulis   | 7     | 29     |
| 2.  | Ilja Kowalczuk    | 8     | 29     |
| 3.  | Daniel Welser     | 6     | 27     |
| 4.  | Armands Bērziņš   | 7     | 27     |
| 4.  | Luke Schenn       | 7     | 27     |
| 6.  | Janne Pesonen     | 9     | 27     |
| 7.  | Alexander Edler   | 2     | 25     |
| 8.  | Andreas Martinsen | 7     | 25     |
| 9.  | Erik Johnson      | 10    | 20     |

Zwycięskie gole = oznacza gol zdobyty jako ostatni przez drużynę wygrywającą mecz przy wyniku korzystniejszym o jedną bramkę (np. drugi gol przy wyniku 2:1) lub gol zdobyty przez drużynę wygrywającą przewyższający liczbę bramek przeciwnika o jeden (np. czwarta bramka przy wyniku 6:3).

Klasyfikacja +/− = zestawienie punktujące zawodników przebywających na lodzie w momencie padającego gola; punkt dodatni uzyskuje zawodnik, będący na lodzie w chwili zdobycia gola przez jego drużynę, punkt ujemny otrzymuje gracz będący na lodzie w chwili utracenia gola przez jego drużynę.

### Klasyfikacje bramkarzy
Zestawienie uwzględnia bramkarzy, którzy rozegrali minimum 40% łącznego czasu gry swoich zespołów. Źródło: IIHF.com
| Lp. | Zawodnik            | Mecze | %     |
| --- | ------------------- | ----- | ----- |
| 1.  | Jhonas Enroth       | 7     | 95,63 |
| 2.  | John Gibson         | 5     | 95,12 |
| 3.  | Mike Smith          | 4     | 94,44 |
| 4.  | Rob Zepp            | 5     | 94,12 |
| 5.  | Ondřej Pavelec      | 5     | 93,75 |
| 6.  | Antti Raanta        | 7     | 92,79 |
| 7.  | Wital Bialinski     | 5     | 92,52 |
| 8.  | Kristers Gudļevskis | 4     | 92,50 |
| 9.  | Martin Gerber       | 6     | 92,31 |
| 10. | Lars Haugen         | 6     | 91,46 |

| Lp. | Zawodnik       | Mecze | #    |
| --- | -------------- | ----- | ---- |
| 1.  | Jhonas Enroth  | 7     | 1,15 |
| 2.  | Ondřej Pavelec | 5     | 1,42 |
| 3.  | Devan Dubnyk   | 4     | 1,48 |
| 4.  | John Gibson    | 5     | 1,56 |
| 5.  | Mike Smith     | 4     | 1,65 |
| 6.  | Rob Zepp       | 5     | 1,79 |
| 7.  | Martin Gerber  | 6     | 1,81 |
| 8.  | Antti Raanta   | 7     | 2,09 |
| 9.  | Simon Nielsen  | 4     | 2,19 |
| 10. | Ilja Bryzgałow | 4     | 2,20 |

| Lp. | Zawodnik       | Mecze | Gole |
| --- | -------------- | ----- | ---- |
| 1.  | Devan Dubnyk   | 4     | 6    |
| 2.  | Ondřej Pavelec | 5     | 7    |
| 3.  | Mike Smith     | 4     | 7    |

| Lp. | Zawodnik            | Mecze | # |
| --- | ------------------- | ----- | - |
| 1.  | Jhonas Enroth       | 7     | 3 |
| 2.  | Rob Zepp            | 5     | 2 |
| 3.  | czterech zawodników | –     | 1 |

| Lp. | Zawodnik           | Mecze | Obrony |
| --- | ------------------ | ----- | ------ |
| 1.  | Bernhard Starkbaum | 7     | 202    |
| 2.  | Antti Raanta       | 7     | 193    |
| 3.  | Jhonas Enroth      | 7     | 175    |

Uwaga 1: Absolutną skuteczność interwencji 100,00% osiągnął jako jedyny Czech Pavel Francouz, jednak rozegrał jedynie czas gry 7 min. 6 sek.

Uwaga 1: Bramkarz Szwajcarii Reto Berra osiągnął skuteczność interwencji 96,72% i średnią goli straconych na mecz 1,00, jednak nie został uwzględniony w głównej klasyfikacji, jako że rozegrał 39.68% czasu gry swojej reprezentacji (łącznie zagrał cztery mecze, czyli 240 minut gry).

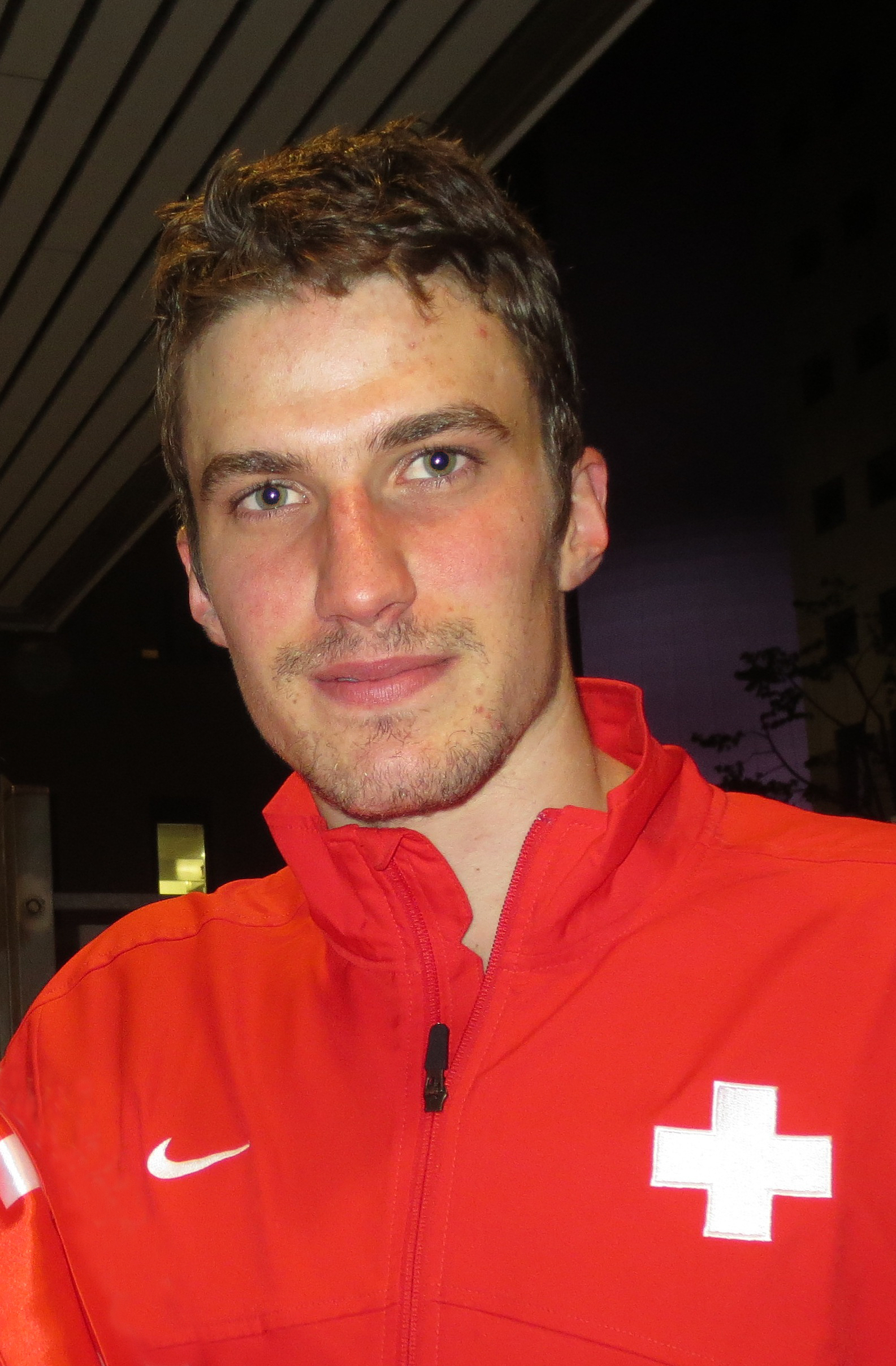
Roman Josi – MVP turnieju

## Wyróżnienia indywidualne
- Najlepsi zawodnicy wybrani przez dyrektoriat turnieju[3]:
  - Najlepszy bramkarz:  Jhonas Enroth
  - Najlepszy obrońca:  Roman Josi
  - Najlepszy napastnik:  Petri Kontiola

- Skład Gwiazd wybrany w głosowaniu dziennikarzy[4]:
  - Bramkarz:  Jhonas Enroth
  - Obrońcy:  Roman Josi,  Julien Vauclair
  - Napastnicy:  Petri Kontiola,  Paul Stastny,  Henrik Sedin
  - Najbardziej Wartościowy Gracz:  Roman Josi[5]

## Składy medalistów
| Złoto Szwecja          | Dick Axelsson, Nicklas Danielsson, Alexander Edler, Jhonas Enroth, Jimmie Ericsson, Loui Eriksson, Elias Falth, Johan Fransson, Petter Granberg, Erik Gustafsson, Johan Gustafsson, Simon Hjalmarsson, Andreas Jämtin, Calle Järnkrok, Staffan Kronwall, Gabriel Landeskog, Oscar Lindberg, Joel Lundqvist, Jacob Markström, Niklas Persson, Fredrik Pettersson, Daniel Sedin, Henrik Sedin, Henrik Tallinder, Martin Thörnberg Trener: Pär Mårts |
| Srebro Szwajcaria      | Andres Ambühl, Reto Berra, Matthias Bieber, Severin Blindenbacher, Eric Blum, Simon Bodenmann, Dario Bürgler, Luca Cunti, Raphael Diaz, Philippe Furrer, Ryan Gardner, Martin Gerber, Robin Grossmann, Patrick von Gunten, Denis Hollenstein, Roman Josi, Thibaut Monnet, Simon Moser, Nino Niederreiter, Martin Plüss, Mathias Seger, Tobias Stephan, Reto Suri, Morris Trachsler, Julien Vauclair, Julian Walker Trener: Sean Simpson           |
| Brąz Stany Zjednoczone | Ben Bishop, Nick Bjugstad, Bobby Butler, Chris Butler, Matthew Carle, Ryan Carter, Justin Faulk, Alex Galchenyuk, John Gibson, Stephen Gionta, Cal Heeter, Matt Hunwick, Erik Johnson, Danny Kristo, Drew LeBlanc, Jamie McBain, David Moss, T.J. Oshie, Aaron Palushaj, Jeff Petry, Craig Smith, Tim Stapleton, Paul Stastny, Nate Thompson, Jacob Trouba Trener: Joe Sacco                                                                      |

## Klasyfikacja końcowa

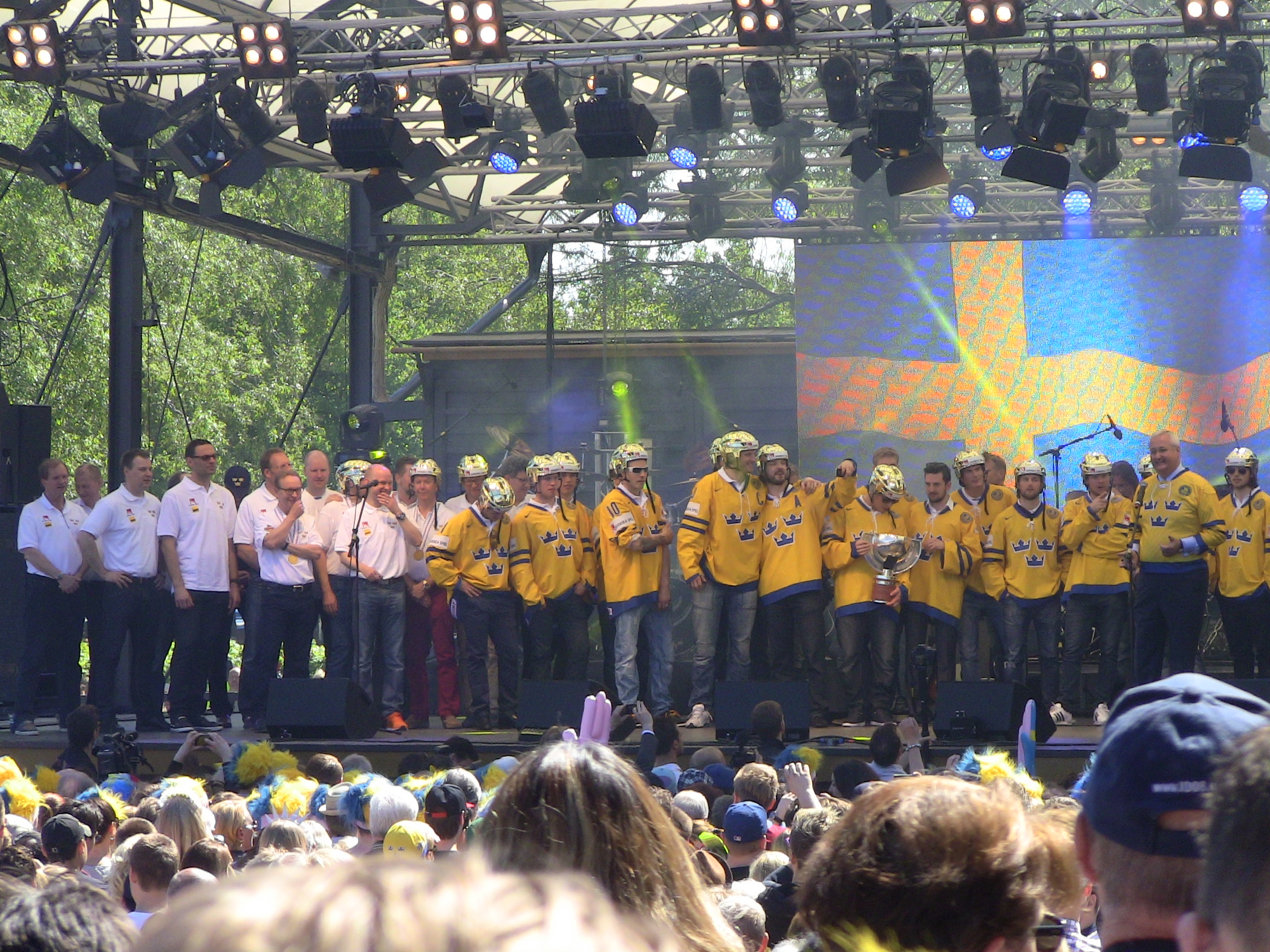
Spotkanie sztabu i zawodników reprezentacji Szwecji z mieszkańcami Sztokholmu (20 maja 2013)

| Msc. | Reprezentacja     |
| ---- | ----------------- |
|      | Szwecja           |
|      | Szwajcaria        |
|      | Stany Zjednoczone |
| 4    | Finlandia         |
| 5    | Kanada            |
| 6    | Rosja             |
| 7    | Czechy            |
| 8    | Słowacja          |
| 9    | Niemcy            |
| 10   | Norwegia          |
| 11   | Łotwa             |
| 12   | Dania             |
| 13   | Francja           |
| 14   | Białoruś          |
| 15   | Austria           |
| 16   | Słowenia          |

| Spadek do I Dywizji Grupy A w 2014: | Austria, Słowenia  |
| Awans do turnieju MŚ Elity w 2014:  | Kazachstan, Włochy |